# Arquitectura del Renacimiento

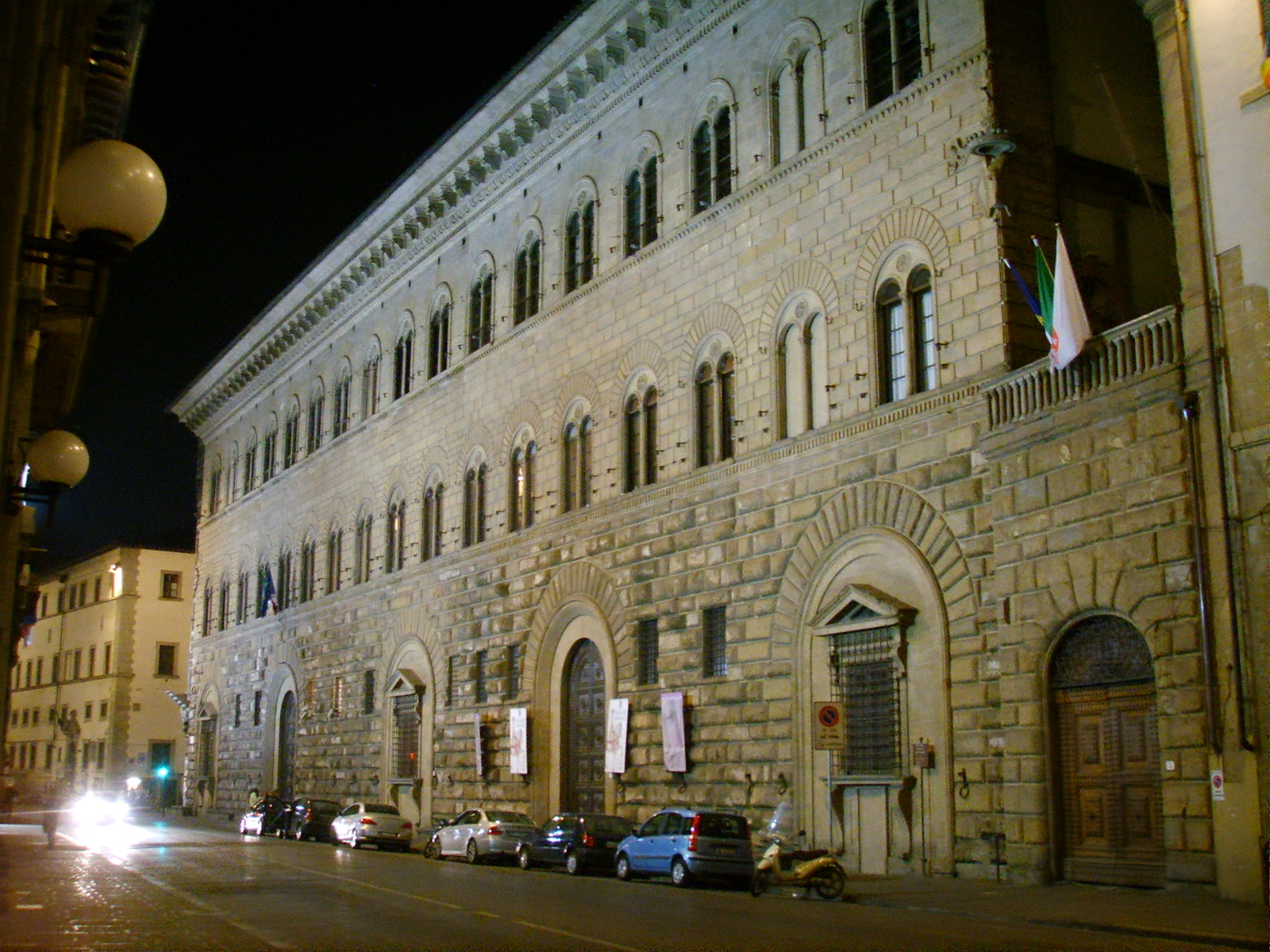
Palacio Medici Riccardi, de Michelozzo, Florencia (1444). Ejemplo de palacio florentino.

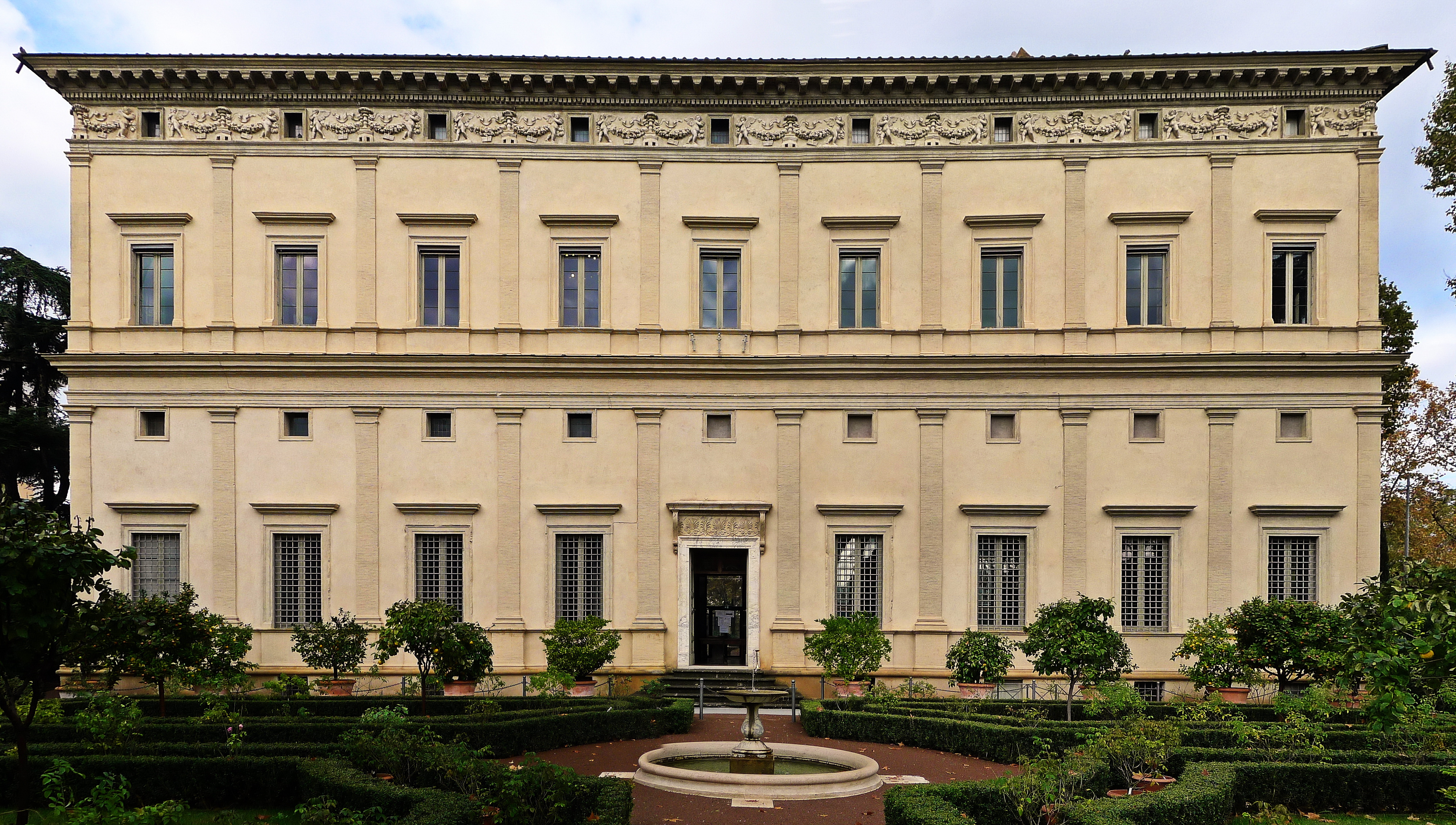
Villa Farnesina, Baldassarre Peruzzi (1511). Ejemplo de villa renacentista.

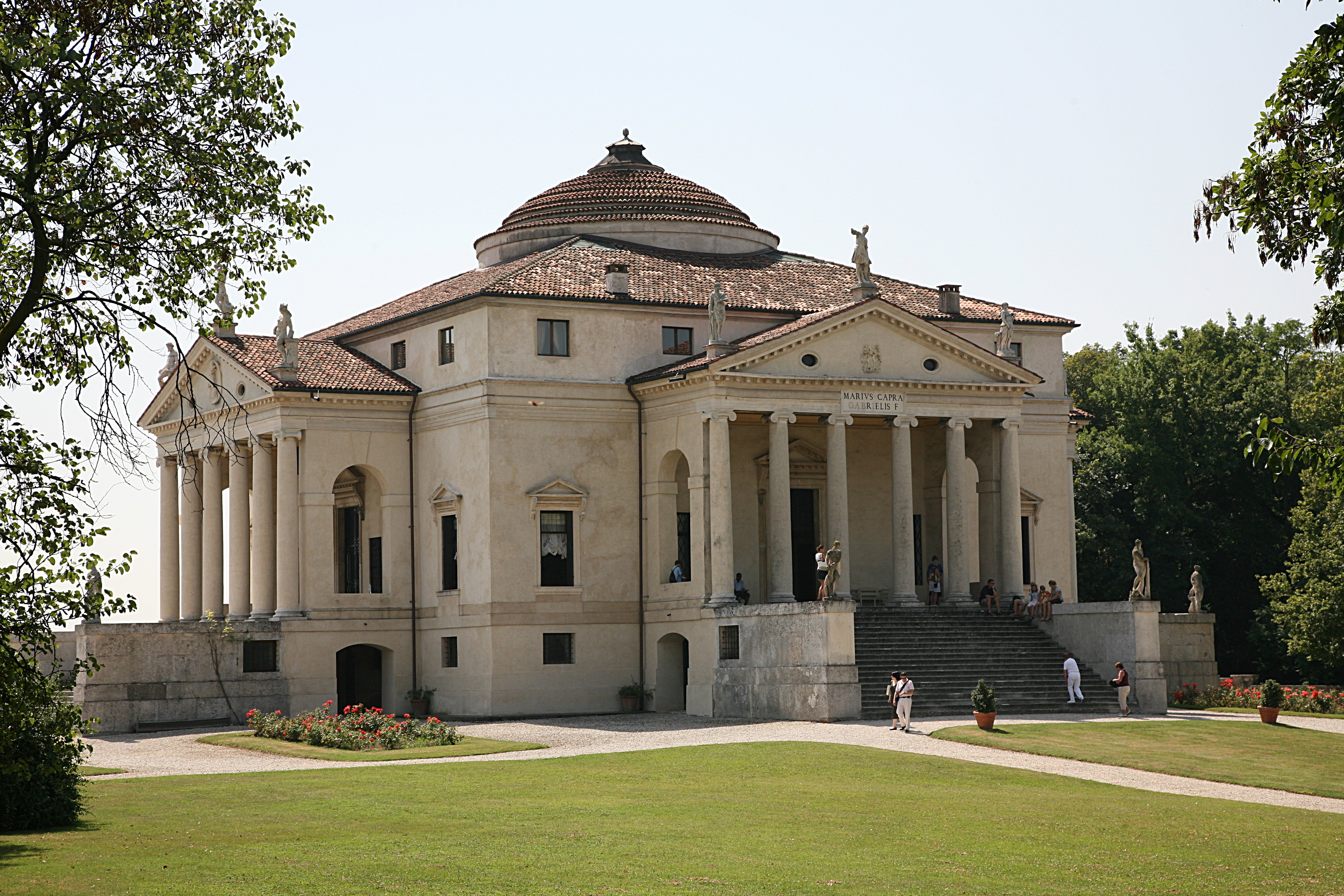
Villa Capra, Andrea Palladio (1566). Ejemplo de arquitectura palladiana.

Arquitectura del Renacimiento o renacentista es aquella diseñada y construida durante el período artístico del Renacimiento europeo, que abarcó los siglos xv y xvi. Se caracteriza por ser un momento de ruptura en la historia de la arquitectura, en especial con respecto al estilo arquitectónico previo: el gótico; mientras que, por el contrario, busca su inspiración en una interpretación propia del arte clásico, en particular en su vertiente arquitectónica, que se consideraba modelo perfecto de las bellas artes.
Produjo innovaciones en diferentes esferas: tanto en los medios de producción —técnicas de construcción y materiales constructivos— como en el lenguaje arquitectónico, que se plasmaron en una adecuada y completa teorización.
Otra de las notas que caracteriza este movimiento es la nueva actitud de los arquitectos, que pasaron del anonimato del artesano a una nueva concepción de la profesionalidad, marcando en cada obra su estilo personal: se consideraban a sí mismos, y acabaron por conseguir esa consideración social, como artistas interdisciplinares y humanistas, como correspondía a la concepción integral del humanismo renacentista. Conocemos poco de los maestros de obras románicos y de los atrevidos arquitectos de las grandes catedrales góticas; mientras que no solo las grandes obras renacentistas, sino muchos pequeños edificios o incluso meros proyectos, fueron cuidadosamente documentados desde sus orígenes, y objeto del estudio de tratadistas contemporáneos.
El espíritu renacentista evoca las cualidades intrínsecas del ser humano. La idea de progreso del hombre —científico, espiritual, social— se hace un objetivo importante para el periodo. La antigüedad clásica redescubierta y el humanismo surgen como una guía para la nueva visión de mundo que se manifiesta en los artistas del periodo.
La cultura renacentista se muestra multidisciplinar e interdisciplinar. Lo que importa al hombre renacentista es el culto al conocimiento y a la razón, no habiendo para él separación entre las ciencias y las artes. Tal cultura se mostró un campo fértil para el desarrollo de la arquitectura.
La arquitectura renacentista se mostró clásica, pero no se pretendió ser neoclásica. Con el descubrimiento de los antiguos tratados —incompletos— de la arquitectura clásica —de entre los cuales, el más importante fue De architectura de Vitruvio, base para el tratado De re aedificatoria de Alberti—, se dio margen a una nueva interpretación de aquella arquitectura y su aplicación a los nuevos tiempos. Conocimientos obtenidos durante el periodo medieval —como el control de las diferentes cúpulas y arcadas— fueron aplicados de formas nuevas, incorporando los elementos del lenguaje clásico.
El descubrimiento de la perspectiva es un aspecto importante para entender el periodo —especialmente la perspectiva cónica—: la idea de infinito relacionada con el concepto del punto de fuga, fue profusamente utilizada como herramienta escénica en la concepción espacial de aquellos arquitectos. La perspectiva representó una nueva forma de entender el espacio como algo universal, comprensible y controlable mediante la razón. El dibujo se hizo el principal medio de diseño y es así como surge la figura del arquitecto singular —diferente de la concepción colectiva de los maestros de obra medievales—. Los nuevos métodos de diseñar los proyectos influyeron en la concepción espacial de los edificios, en el sentido en que las percepciones visuales podían ser controladas y enfatizadas desde puntos de vista específicos. El poder representar fielmente la realidad mediante la perspectiva, no se limitó a sólo describir las experiencias conocidas, sino también a anticiparlas posibilitando proyectar imágenes de características realistas.
Entre los principales arquitectos del Renacimiento se incluyen Vignola, Alberti, Brunelleschi y Miguel Ángel.

## Períodos
La historia de la arquitectura del Renacimiento, como este mismo, suele dividirse en dos grandes períodos denominados en italiano por el número de las centenas de los años:
- Quattrocento o siglo XV, el Renacimiento temprano, momento en que se destacan las figuras de Filippo Brunelleschi y Leon Battista Alberti. Es una arquitectura que aspira al Clasicismo y que pone los puntales teóricos de la canonización del estilo, que caracterizará al período siguiente.
- Cinquecento o siglo XVI, a su vez dividido en dos fases:
  - Fase de culminación o madurez: el Renacimiento medio, pleno o Alto Renacimiento, que cubre el primer cuarto del siglo XVI (hasta el saco de Roma de 1527). Durante ese periodo, los principales arquitectos italianos intervinieron en los distintos proyectos del inicio de las obras de la basílica de San Pedro (Donato Bramante, Rafael Sanzio, Antonio da Sangallo el Joven y posteriormente Miguel Ángel).
  - Fase del manierismo: el Renacimiento tardío o Bajo Renacimiento, desde mediados del siglo XVI hasta el comienzo del siglo XVII (en que se inicia la arquitectura barroca). En esta fase, siguiendo la maniera de Miguel Ángel, las individualidades de los arquitectos comienzan a imponerse al proyecto teórico clásico. Destacan maestros como Giulio Romano, Jacopo Vignola, Giorgio Vasari, Giacomo della Porta o Andrea Palladio.

## Características generales de la arquitectura del Renacimiento

### Fundamentos generales del Renacimiento

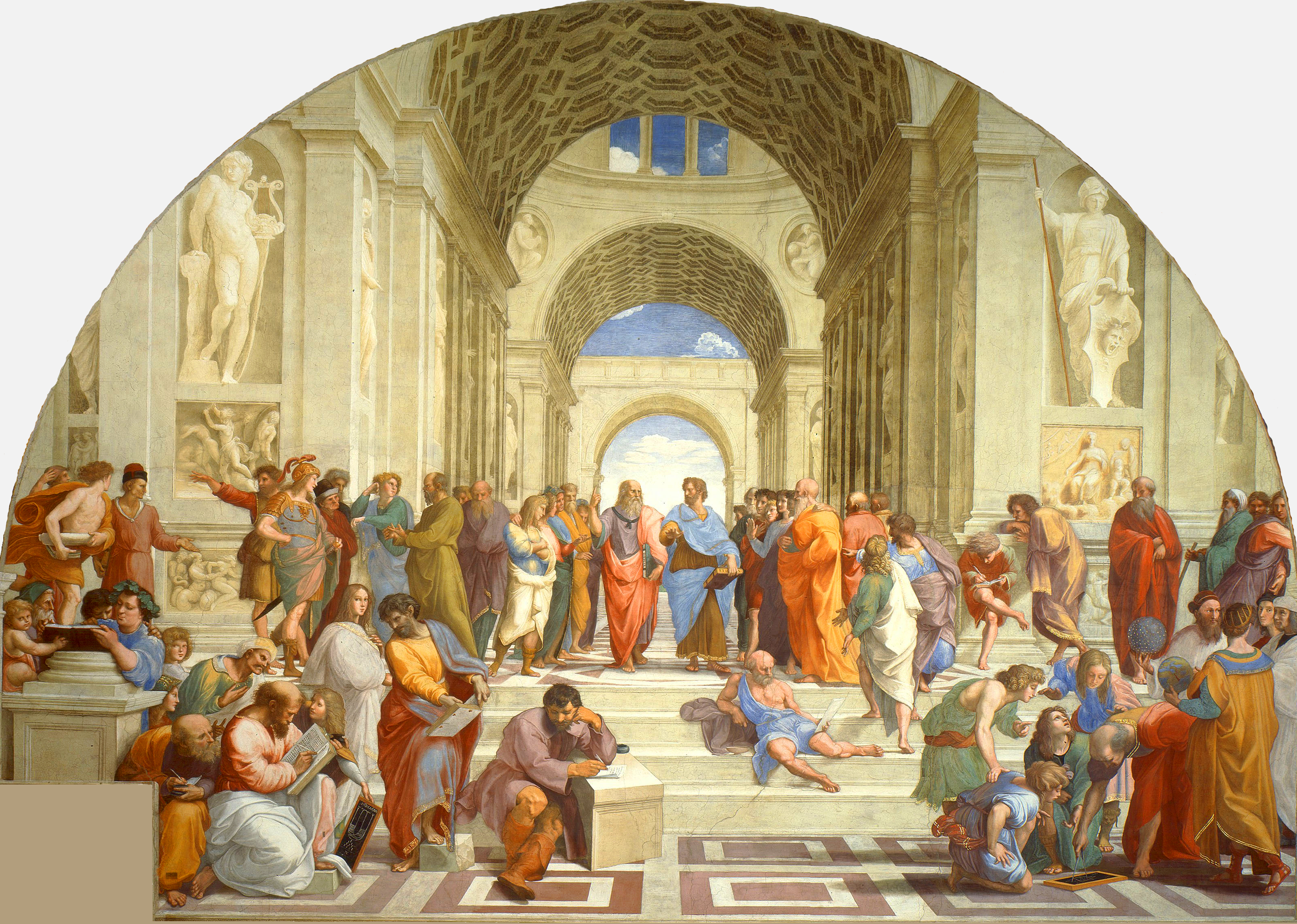
La Escuela de Atenas, una de las escenas de las Estancias Vaticanas de Rafael Sanzio (1512-1514) es una obra que muestra la relación del Renacimiento con el Humanismo y el Clasicismo. En un entorno arquitectónico inspirado en las obras de la Basílica de San Pedro en que el propio Rafael intervino, aparecen retratados, encarnando a los sabios griegos, muchos de los arquitectos y artistas contemporáneos.

La Arquitectura del Renacimiento estuvo bastante relacionada con una visión del mundo durante ese período sostenida en dos pilares esenciales: el clasicismo y el humanismo. Peter Murray, en su obra Arquitectura del Renacimiento, destaca que los arquitectos de esta época no solo imitaban las formas de la antigüedad greco-romana, sino que también teorizaron y sistematizaron la práctica arquitectónica mediante el uso de proporciones matemáticas y simetría. Esto permitió una reinterpretación consciente del legado clásico, que no era simplemente una réplica, sino una nueva comprensión del espacio y la forma. Se recuperaron elementos como las columnas, arcos y frontones, buscando un equilibrio armónico y estético que reflejara los ideales de belleza de la época.
Hay que destacar que los ideales y valores renacentistas no pudieron surgir totalmente desvinculados del acervo medieval que le precedió, sin embargo, los conceptos que subyacen a este estilo arquitectónico se construyeron sobre la consciente y efectiva ruptura de la producción artística de la Edad Media, en especial del estilo gótico.
Se pueden analizar las siguientes características generales:
- Búsqueda del ideal clásico: a través del clasicismo, los hombres del Renacimiento miraban hacia el mundo greco-romano como modelo para su sociedad contemporánea, buscando aplicar en la realidad material cotidiana aquello que consideraban que pertenecía a un mundo más idílico que real. En este sentido, la arquitectura, en especial, intentó concretar conceptos clásicos como la belleza, surgiendo así la teorización y ordenación del movimiento, fundamentado en la arquitectura clásica griega y romana.

- Visión profana sobre temas religiosos: los valores clásicos, desde el punto de vista del cristianismo, de enorme influencia en este período (teniendo en cuenta que el Renacimiento surge en Italia, donde la presencia de la Iglesia católica fue decisiva para el arte), eran considerados paganos y de carácter pecaminoso.

- Influencia de la naturaleza: la naturaleza era vista como la creación suprema de la obra de Dios y el elemento más próximo a la perfección (otro de los ideales que había que buscar a través de la estética clásica). Así, se pasa de la búsqueda de la inspiración en la naturaleza, a la inspiración en las formas de la propia naturaleza, tal como proponen los clásicos, convirtiéndose esto en un valor autónomo.

- Antropocentrismo y humanismo: además de la naturaleza como creación perfecta, se vuelve la mirada al ser humano: se deja atrás el teocentrismo medieval para entrar en el antropocentrismo. El hombre se analiza, en vez de como ser creado a imagen y semejanza de Dios, como medida y referencia del Universo. Así, será el objeto central de la manifestación artística, con una importancia aún mayor que durante la Antigüedad clásica.

### La importancia de la perspectiva

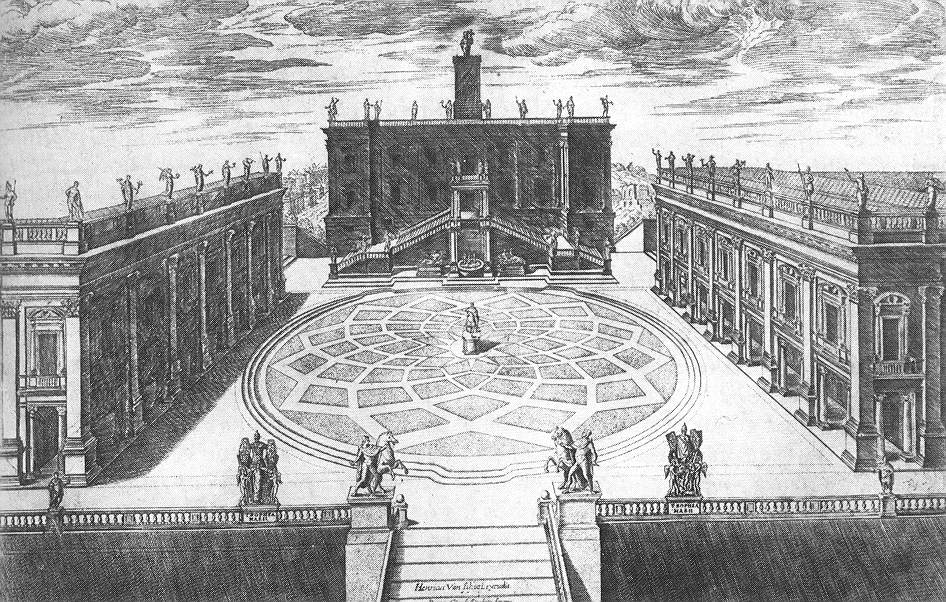
Plaza del Capitolio, en Roma, diseñada por Miguel Ángel, ejemplo de espacio perspectivo.

Un dato importante en la definición de espacialidad del Renacimiento es la incorporación de la perspectiva como instrumento del proyecto arquitectónico y la noción de diseño como forma de conocimiento.
La principal ruptura con el espacio medieval se produce en el momento en que los arquitectos del Renacimiento pasan a diseñar en sus edificios un desarrollo en el que las reglas del diseño son fácilmente asimilables por los usuarios del mismo. A partir de un análisis objetivo del espacio, presidido por un cierto sentido empírico, llegan a conclusiones que impondrán el propio ritmo del edificio y su entorno.
El dominio del lenguaje clásico, para hacer llegar estos efectos útiles en los edificios, hace posible el estudio de la perspectiva. Como resultado, surge una arquitectura insertada en un espacio perspectivo, integralmente aprehendido por el observador y cuyas relaciones proporcionales se muestran de forma analítica y objetiva.
Estas nuevas relaciones espaciales son especialmente evidentes comparadas con el espacio presente en las catedrales góticas. En ellas, la intención arquitectónica es que el observador, desde el momento en que entra en el edificio, sea dominado por el espacio e instintivamente alce su mirada hacia la cima, procurando así un movimiento ascendente en busca de la figura de Dios. En otras palabras, toda monumentalidad de este espacio gótico tiene una función, entre otras, que es poseer la voluntad del individuo y determinar sus deseos, la función de su estancia y el uso del edificio. En el espacio renacentista, la intención es justamente la contraria: el edificio no domina al individuo, sino que este reflexiona sobre su espacialidad y la maneja. Se traslada el concepto de una arquitectura a la medida de Dios a la de una a la medida del hombre.

### La tratadística renacentista

#### Inspiración vitruviana

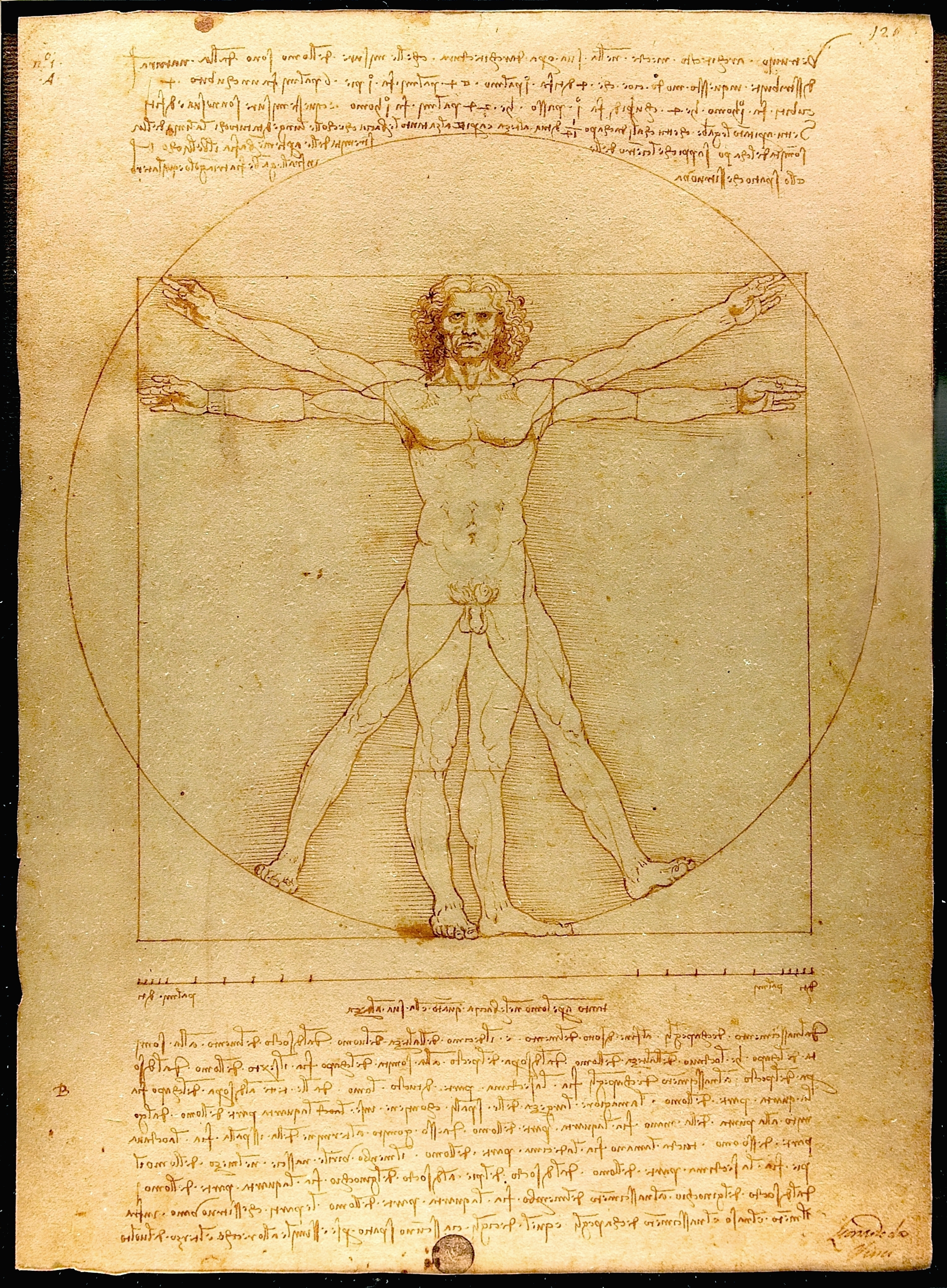
Leonardo da Vinci fue uno de los artistas que se inspiraron en Vitruvio. Este diseño, el Hombre de Vitruvio es la interpretación de Leonardo para las reglas de proporción definidas por Vitruvio en su Diez libros de arquitectura.

La recuperación del ideario de la arquitectura clásica, introducida por la cultura del Renacimiento, debió necesariamente trascender de la mera observación de la realidad. La arquitectura producida por los artistas renacentistas, humanistas en general, procuraban mantener una imagen erudita y literaria, más allá de la mera reproducción de las ruinas greco-romanas. Los arquitectos creaban siempre en busca de un modelo ideal, en detrimento de los modelos existentes (con gran número de ruinas en especial en Italia). Estos modelos ideales o idealizados fueron sistematizados y plasmados de forma teórica, en lo que dará origen a los tratados de Arquitectura clásica de la época.
Sin duda, para la creación del modelo teórico, la observación de las ruinas fue la inspiración predominante de los primeros arquitectos renacentistas italianos, pero a medida que el Renacimiento evolucionaba, los estudiosos, pasarán, sistemáticamente, de ofrecer o recuperar los cánones y obras técnicas del clasicismo a redactar sus propios tratados del estilo, que aunque basados en el clasicismo, llegan a ser efectivamente anti-clásicos.
Es destacable para la formación de la tratadística renacentista la preservación de los diez libros de De Architectura del arquitecto romano Marco Vitruvio, del siglo I a. C., básicos para la difusión de las ideas de canon y orden. Este fue el único tratado del período clásico que sobrevivió tras la caída de Roma, durante la Edad Media, habiendo sido copiado y conservado, de forma fragmentaria en general, en las bibliotecas de los monasterios. Por eso, a medida que los volúmenes eran copiados y traducidos, los diseños y dibujos que componían los tratados fueron perdiéndose, por lo que el contenido del tratado se convirtió con el paso del tiempo en confuso y en ocasiones, contradictorio. Por este motivo, gran parte del esfuerzo de los tratadistas renacentistas sería el recuperar el contenido perdido, llegando para su consumación a aventurar patrones que en modo alguno existían en el texto original.
El tratado vitruviano, como único gran referente teórico de la arquitectura clásica, y pesar de su carencia de contenido, sirvió de base para todos los principales estudios realizados por el Renacimiento. Por ejemplo, un trabajo nítidamente derivado del vitruviano son los diez libros de Leon Battista Alberti, conocidos como De re aedificatoria.

#### Los tratados y la posición social del arquitecto

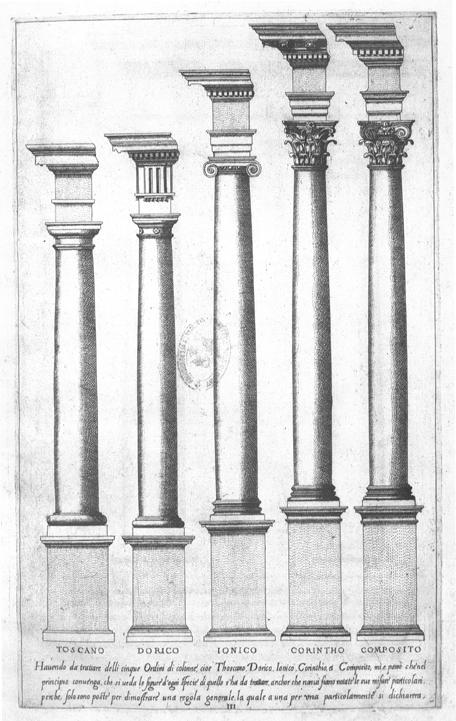
La búsqueda del ordenamiento clásico en la tratadística del período. Esta imagen forma parte de un tratado de Jacopo Vignola (Las reglas de los cinco órdenes de la Arquitectura).

Junto a la inspiración vitruviana, un elemento que va a caracterizar los principales tratados renacentistas (especialmente aquellos que fueron redactados en los primeros momentos del Renacimiento) es el hecho de que sus autores procuraban, en ocasiones con una preocupación mayor que el afán investigador, posicionar al arquitecto como una figura típicamente perteneciente a la élite fundamental en cualquier estructura social. Tal determinación en cuanto a la profesión no es, claramente un caso de mero «corporativismo» de aquellos tratadistas, sino un fenómeno que está absolutamente ligado a la ascensión social que el artesano convertido a artista sufre (véase en las próximas secciones para un análisis más profundo de esta situación). En este sentido, los tratados sirven de modo efectivo como medios de propaganda del nuevo profesional, en oposición a la visión tradicional (que asociaba inexorablemente el arquitecto a las actividades manuales y por tanto, populares y anti-intelectuales). La constatación de esta modificación en la categoría de los arquitectos como artistas nobles e intelectuales, diferente de los «meros artesanos de origen popular» también se evidencia cuando se verifica para quienes estaban escritos estos tratados: en general, eran dedicados a la nobleza (o un noble en particular), poseían un estilo refinado y abordaban cuestiones directamente de interés público de los príncipes que componían la estructura política italiana.
A pesar de que la arquitectura romana también se preocupó de esta cuestión (el tratado vitruviano resalta este dato, visto que estaba concebido como una carta dirigida al emperador), la manifestación de este deseo de afirmación social por parte de los arquitectos renacentistas es un elemento nuevo de este período cuando se compara con la forma de producción artística medieval. Ésta se caracterizaba por la creación colectiva (y anónima, por excelencia) y dominada por la cultura del saber fazer. Los tratados formalizan el deseo del hombre renacentista de manifestarse como individuo ante el mundo y colaborador necesario para contextualizar la Arquitectura como disciplina académica.
Toda esta teoría se fija claramente en la ya citada obra albertiana De re aedificatoria. En ella, Alberti expresa esta nueva visión del arquitecto cuando declara categóricamente que "el arquitecto es el brazo del príncipe". Retoma la interpretación vitruviana de la arquitectura y afirma que ésta no se limita a la mera construcción, porque la verdadera arquitectura está dotada de virtud, concepto clásico asociado al dominio de los hombres. Si la Arquitectura es virtuosa, naturalmente sirve como pieza del juego político, ya que tal dominio de los hombres forma parte de la formulación de la política clásica (fundada en la idea de ciudad como lugar de convivencia y germinadora de la política). En conclusión, el estudio riguroso que hacen de los órdenes arquitectónicos clásicos está siempre, según su concepción, ligado a esta característica virtuosa de la arquitectura. La estética del Renacimiento es, por lo tanto, también un reflejo de un determinado pensamiento político.

## Historia de la arquitectura renacentista

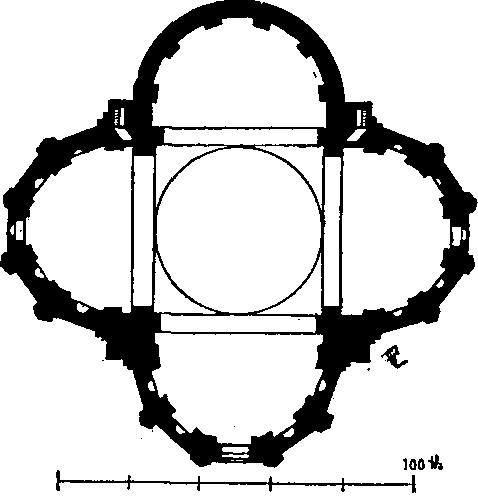
Santa Maria della Consolazione en Todi: típica iglesia de planta central, tipología extendida en el Renacimiento.

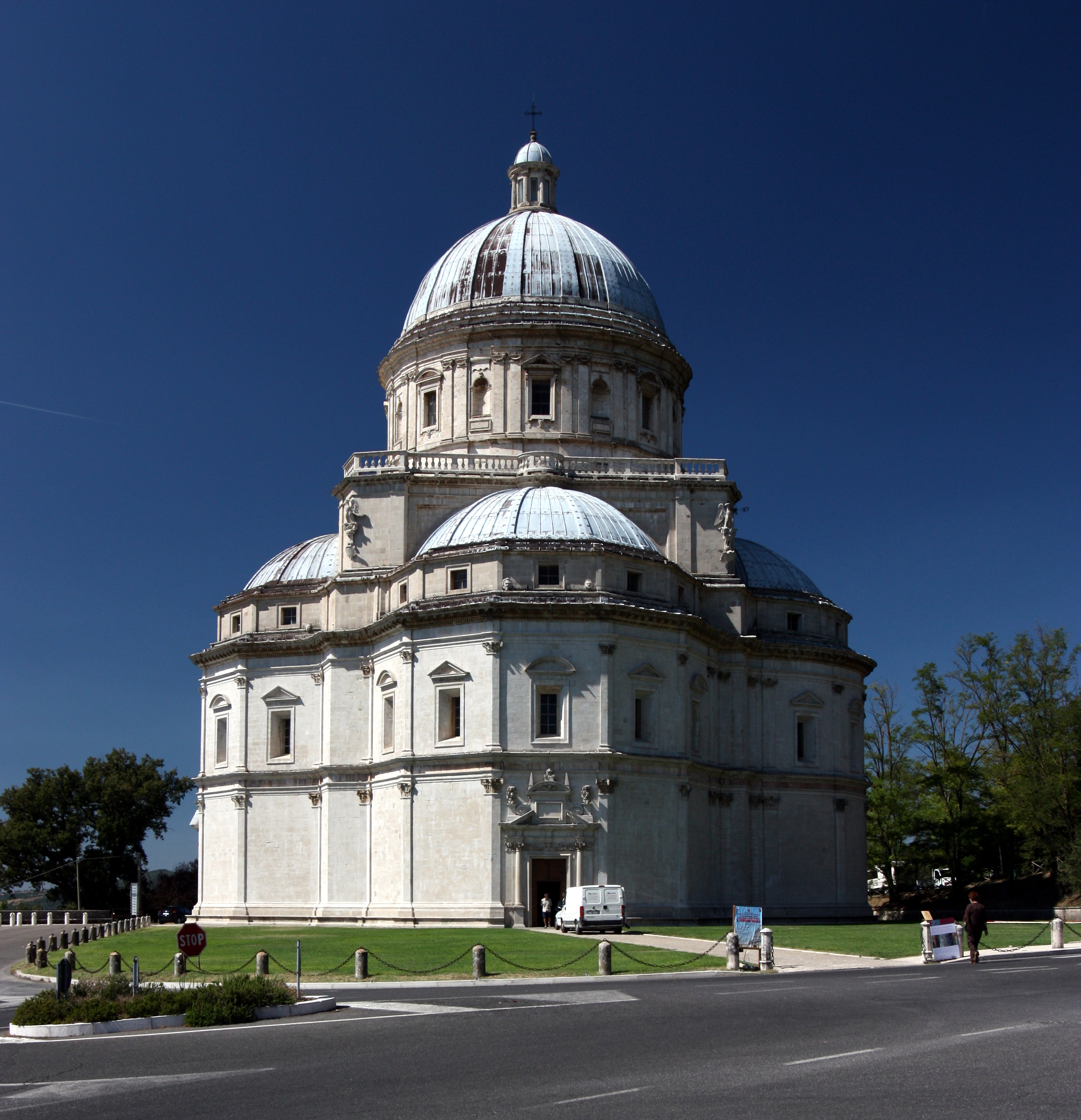
Santa Maria della Consolazione en Todi (1508-1607). Ejemplo de iglesia de planta central. Trabajaron en ella Cola da Caprarola, Antonio da Sangallo el Joven, Baldassarre Peruzzi, Galeazzo Alessi, Michele Sanmicheli, Jacopo Vignola e Ippolito Scalza.

La arquitectura renacentista se desarrolla a partir del siglo XV principalmente en Italia. Es común atribuir el lugar de génesis a la ciudad italiana de Florencia, ciudad donde el gótico apenas había penetrado, en el momento de la construcción de la cúpula de la catedral de Santa María del Fiore proyectada por Filippo Brunelleschi. Tal episodio no solo es un mero cambio en el perfil estilístico que predominaba en el escenario arquitectónico florentino, sino la demostración clara de la ruptura que vendría posteriormente en la propia forma de producir la arquitectura, abriendo camino para, no solo redescubrir el clasicismo, sino también para la promoción de la tratadística y para una teorización inédita sobre el tema. Son muchos los estudiosos que afirman que Brunelleschi construyó, de hecho, no solo una cúpula, sino el concepto de un nuevo tipo de arquitecto: altera las reglas de la construcción civil iniciando un proceso que, gradualmente, separará al proyectista del constructor.
Un hecho a destacar en la producción de Brunelleschi es que se manifiesta más importancia en el campo de la construcción que en el del estilo. Se asimila esto cuando se observa la obra en su conjunto, percibiéndose que, a pesar de querer seguir la canonización clásica, se produce un edificio que no es completamente comprometido con dichas reglas clásicas. Esto es causado por la carencia del arquitecto de conocimiento profundo de las normas clásicas, al que accedía más por la observación de las ruinas romanas existentes que por el estudio de los tratados.
Asimismo, Brunelleschi inicia una tradición que se separa al arquitecto de los antiguos gremios medievales y cuya profesionalización es cada vez más patente en la época, afirmándose como intelectuales alejados de la construcción propiamente dicha. Muchos críticos que analizan el fenómeno desde una óptica marxista identifican aquí el momento en el que la incipiente burguesía toma de las clases populares el dominio de los medios de producción (dejando éstas de poder construir y pasarán a poder diseñar), posibilitando así un proceso de explotación del proletariado por el capital, que se recrudecerá durante la Revolución industrial.

### Momento inicial: la cúpula deSanta María del Fiore

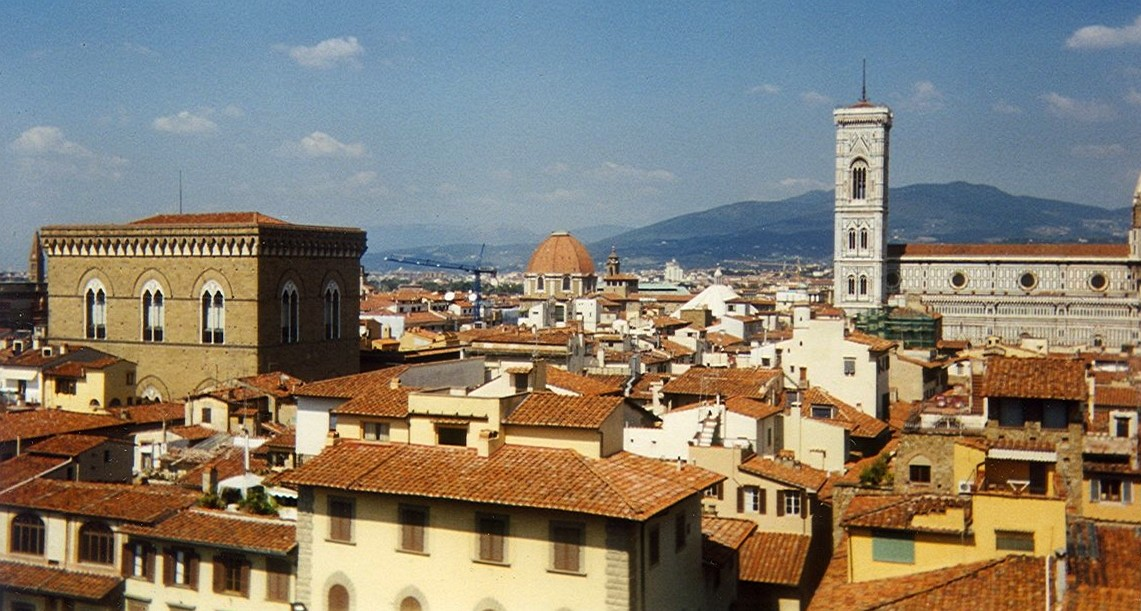
Vistas de Florencia, uno de los centros del Renacimiento

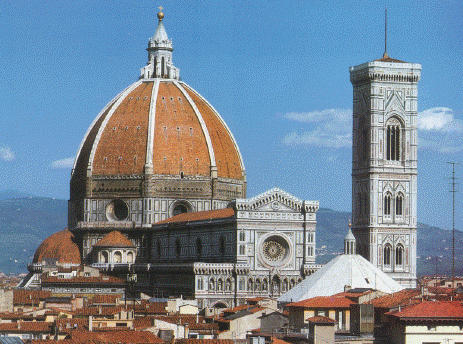
Comienza el Renacimiento en la Arquitectura: cúpula del Duomo de Santa María del Fiore.

La catedral de Santa María del Fiore, Florencia, fue inicialmente ejecutada en estilo tardo-románico, pero su construcción duró varias generaciones (fue iniciada en 1296 y a la muerte de Brunelleschi, en 1446, aún no se había concluido). No fue un edificio proyectado: su diseño y su construcción se armaron de forma paralela. Aunque existía un plano general para su forma y distribución interna, los detalles constructivos, según era corriente en la práctica edificativa medieval, iban siendo resueltos a medida que avanzaba la construcción, en la propia obra. Por tanto, a pesar de que la necesidad de construir una gran cúpula sobre un determinado punto de la iglesia preexistía, la forma de la misma no había sido decidida de antemano. Cuando llegó el momento de erigirla, los artesanos florentinos se encontraron con un vano de 40 metros, imposible de cubrir con las técnicas constructivas tradicionales.
La solución encontrada en 1418, cuando la República de Florencia ya mostraba claras intenciones de manifestar su poder económico en la arquitectura de la ciudad —con lo que la catedral se convirtió, por tanto, casi en una tarjeta de visita—, fue promover una especie de concurso de ideas para la conclusión del templo, que conllevaba, claro está, la solución al problema de la cúpula. Filippo Brunelleschi, que era, en la época, un artesano relativamente reconocido, aceptó el desafío. Decidió, para ello, viajar a Roma en busca de inspiración. Roma, en ese período, era el lugar del mundo en el que las ruinas de la Antigüedad clásica eran más visibles, casi integradas en el paisaje. La principal fuente de inspiración para Brunelleschi fue el Panteón de Agripa: una estructura con un diámetro similar al de Santa María dei Fiori, rematado con una cúpula en arco pleno. Brunelleschi no solo observó la solución constructiva utilizada en el Panteón, sino que comenzó a estudiar las relaciones estilísticas, proporcionales y formales entre los diferentes elementos que componían ese espacio. Y fue efectivamente esta actitud la que hizo que se gestara el espíritu del Renacimiento: un individuo observa una determinada realidad a través del deseo y de la intención con la que interfiere en aquella realidad antigua para buscar soluciones útiles aplicables a la realidad moderna. Brunelleschi no tenía plena conciencia de la teoría clásica, pero reconoció un modelo estilístico que usaría para construir e idear su propia arquitectura.
A su vuelta a Florencia, lleno de esa experiencia con el mundo clásico, Brunelleschi propuso una solución para la catedral florentina: una gran cúpula de 42 metros rematada por una linterna, basándose en sus pesquisas en Roma. Pero no se limitó a reproducir el modelo romano, sino que propuso una forma totalmente innovadora: su cúpula sería la primera con tambor octogonal de la historia de la arquitectura. Esta cúpula posee una función estética (bella pero austera, sin dar sensación de pesadez), pero también una función ideológica: representa la unidad cristiana. Para su construcción, Brunelleschi utilizó un juego de doble cúpula, una interna y otra externa, formadas por dos capas construidas con dos roscas de ladrillo separados por una rosca de ladrillo a perpiaño, que avanzan en forma de espiral que hace más rígido el conjunto a la vez que configura un espacio como cámara de aire que da ligereza a la cúpula, dibujando a la vez hilos directores y rematada con linterna.

### El Quattrocento: el dominio del lenguaje clásico

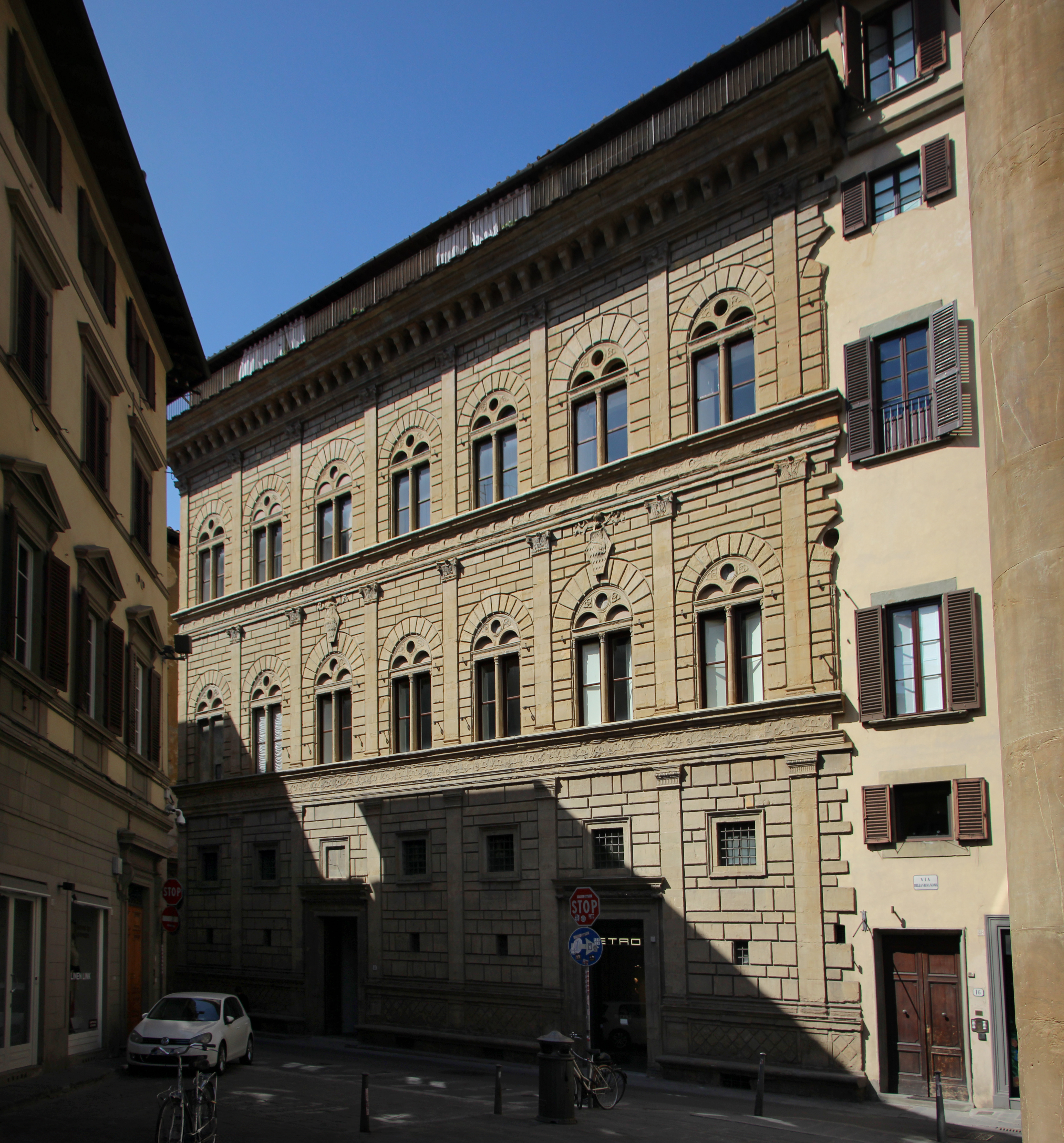
El palacio Rucellai (1446-1451)

Brunelleschi, por lo tanto, quedará en la historia del arte como el responsable de haber trazado el camino que prácticamente todos los arquitectos del Renacimiento seguirán para realizar sus obras. Como se ha dicho antes, sin embargo, el arquitecto florentino no tenía pleno conocimiento de los diferentes órdenes sistematizados en el lenguaje clásico, lo cual se pone en evidencia cuando acaba creando un lenguaje arquitectónico propio, en el que los elementos clásicos aparecen pero no responden al estilo antiguo.
Los arquitectos que siguieron este método trazado por Brunelleschi fueron sin embargo responsables de la plena recuperación del lenguaje clásico. El dominio del clasicismo se logró de hecho a lo largo del siglo XV (aunque su sistematización definitiva no llegó hasta la publicación del tratado de Sebastiano Serlio en el siglo siguiente) y encontró en Donato Bramante a su figura más paradigmática. Para entonces (especialmente después de que Alberti expusiera su teoría de la arquitectura en su tratado De re aedificatoria) ya se conocían de modo más fehaciente las formas constitutivas de las arquitecturas griega y romana como posibilidades de composición, y tanto sus soluciones concretas como la síntesis espacial propia de la arquitectura clásica eran, en general, conocidas. Así, los arquitectos renacentistas tuvieron a su disposición todo el potencial creativo que ofrecían el lenguaje y la técnica clásicas y el espíritu de su época. El lenguaje arquitectónico del Renacimiento se expresó a través, no de las copias de los clásicos, sino de su superación.
También destacaron en esta época dos arquitectos de palacios florentinos: Michelozzo (Palacio Medici Riccardi, 1444) y Bernardo Rossellino (Palacio Rucellai, 1446-1451 -sobre un diseño inicial de Alberti-); y otros en torno al núcleo veneciano, como Pietro Lombardo.

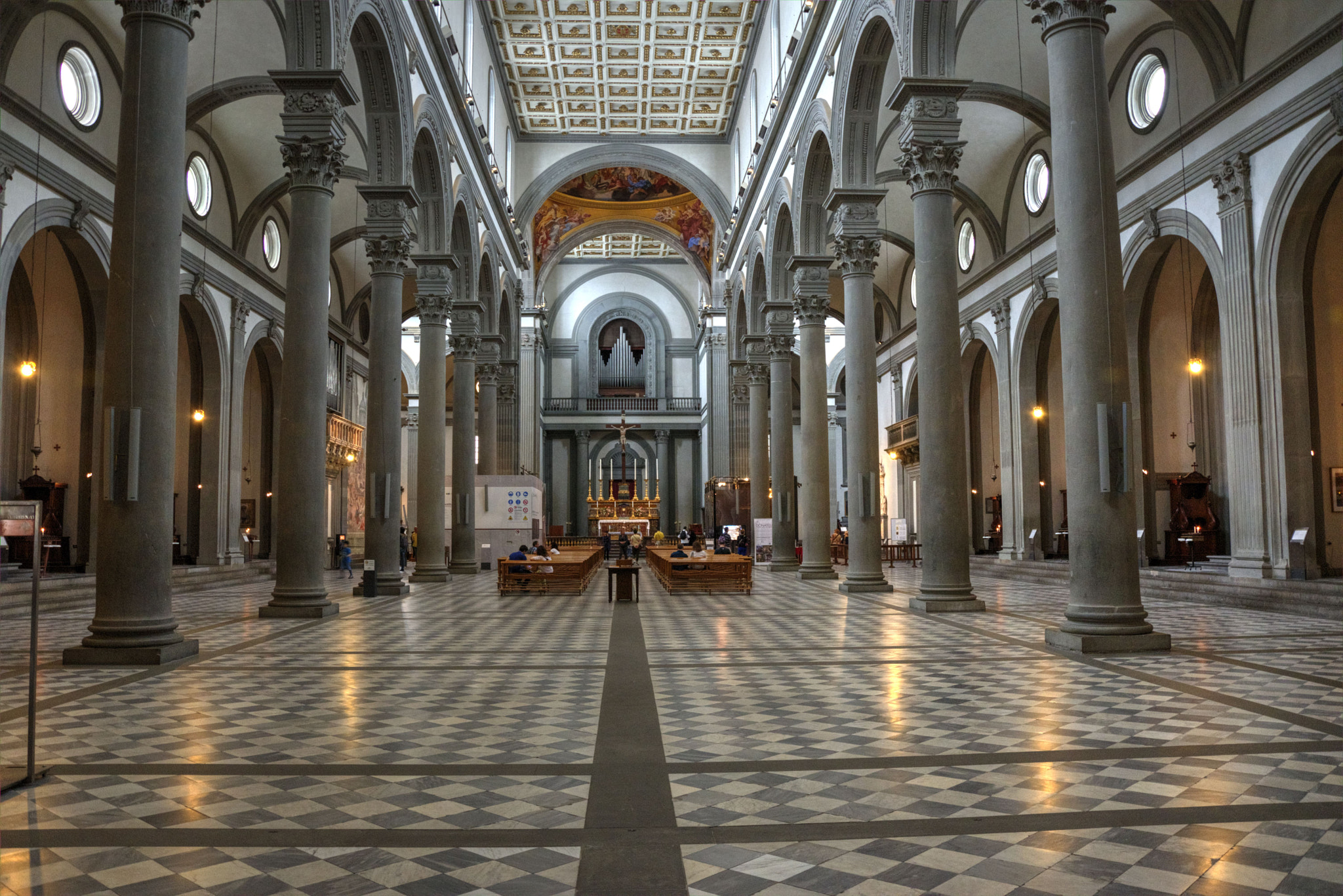
Basílica de San Lorenzo de Florencia, reforma iniciada en 1419, Filippo Brunelleschi.
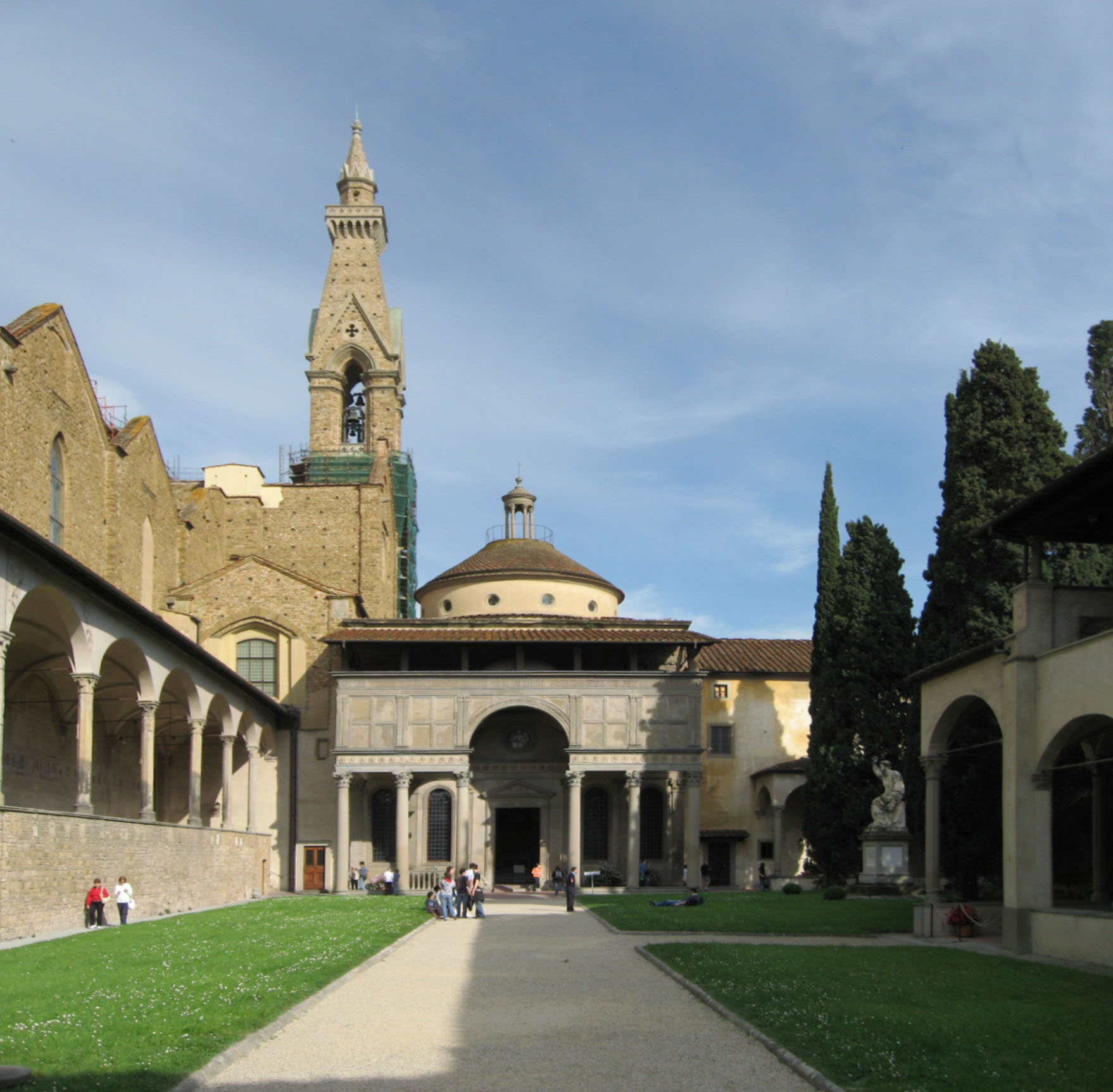
Capilla Pazzi, 1441, última obra de Brunelleschi.
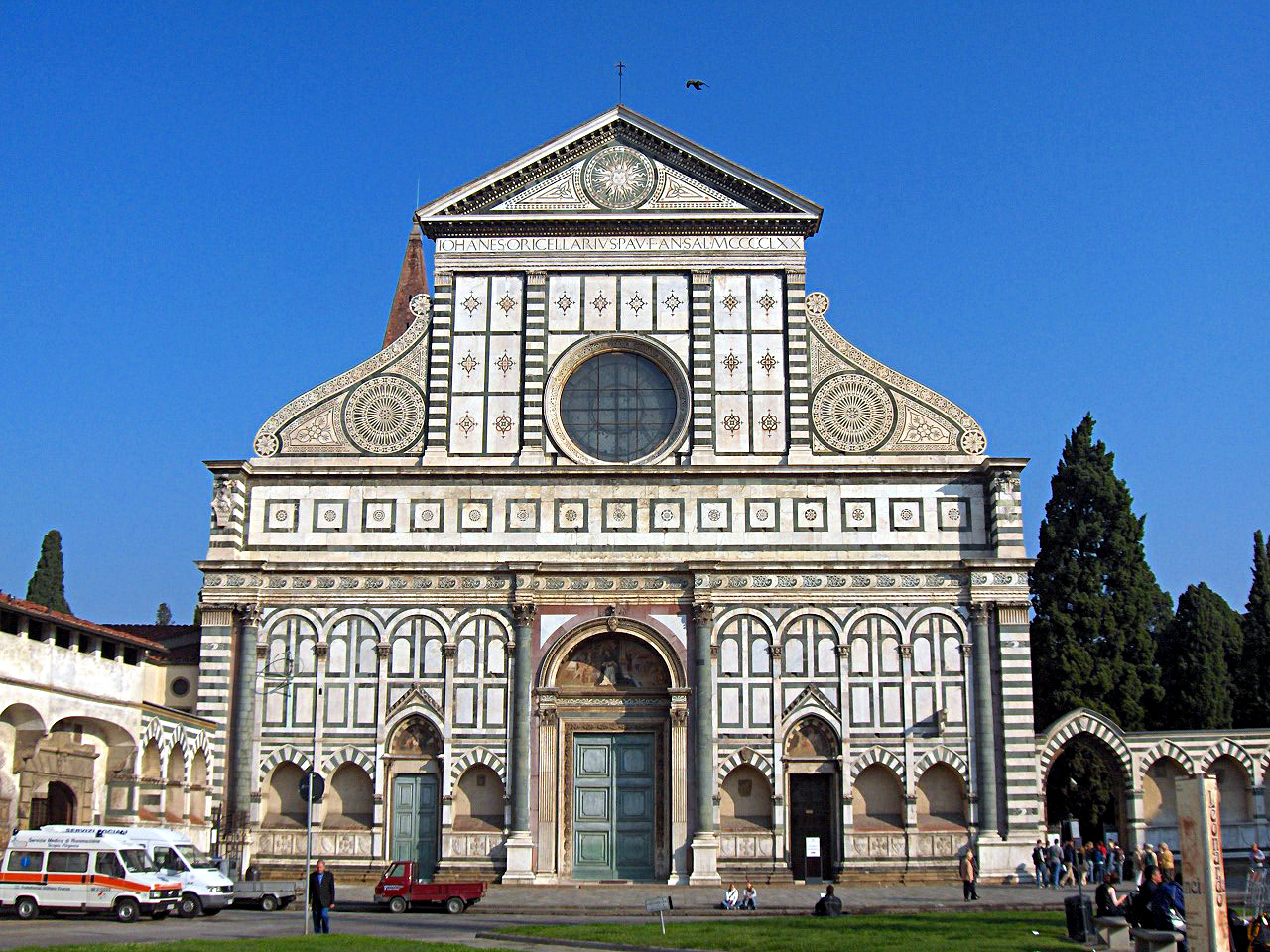
Fachada de Santa María Novella, Leon Battista Alberti, Florencia, 1458-1470.
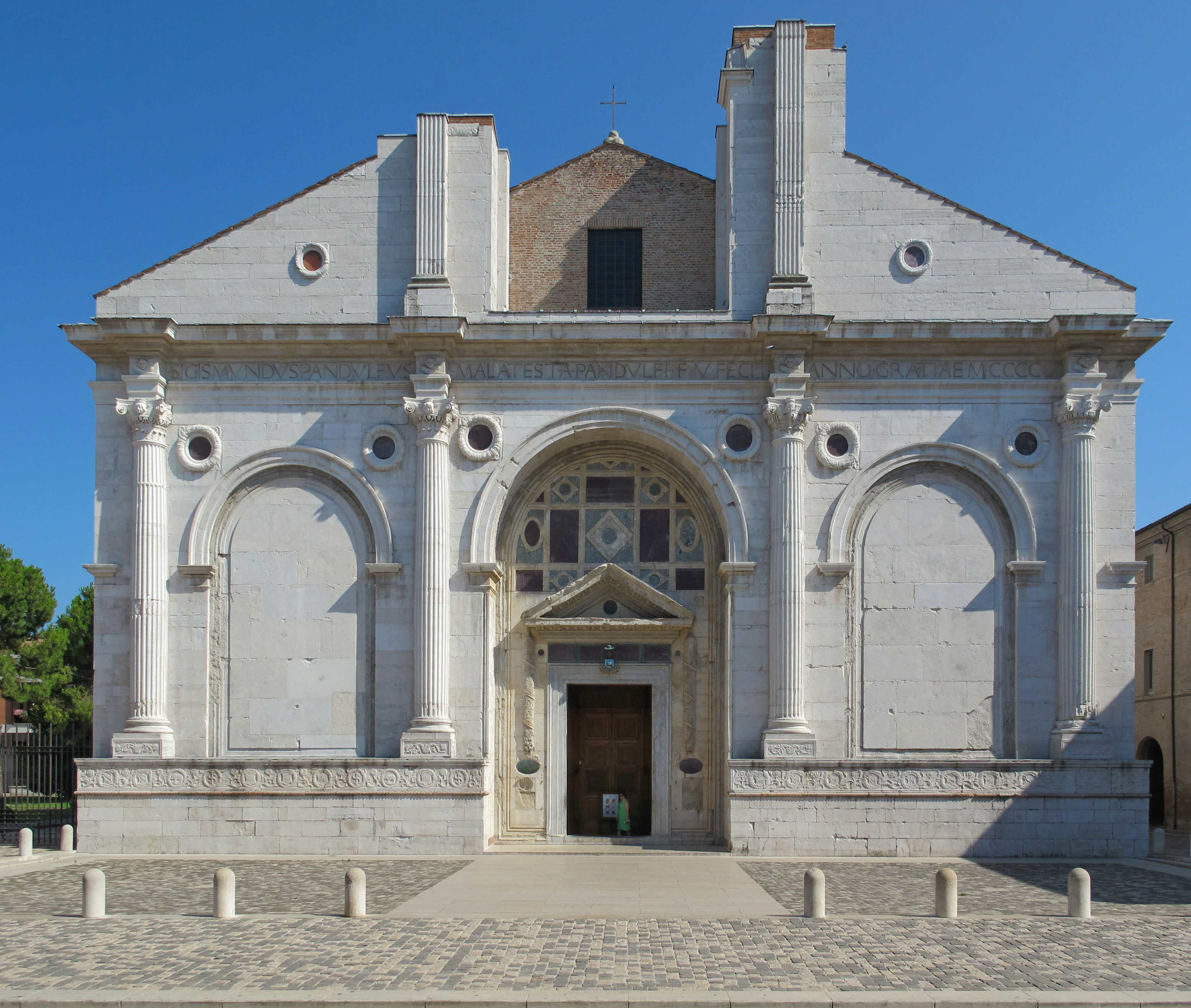
Templo Malatestiano de Rímini, Alberti, hacia 1450.

### Bramante y la fase madura del Renacimiento

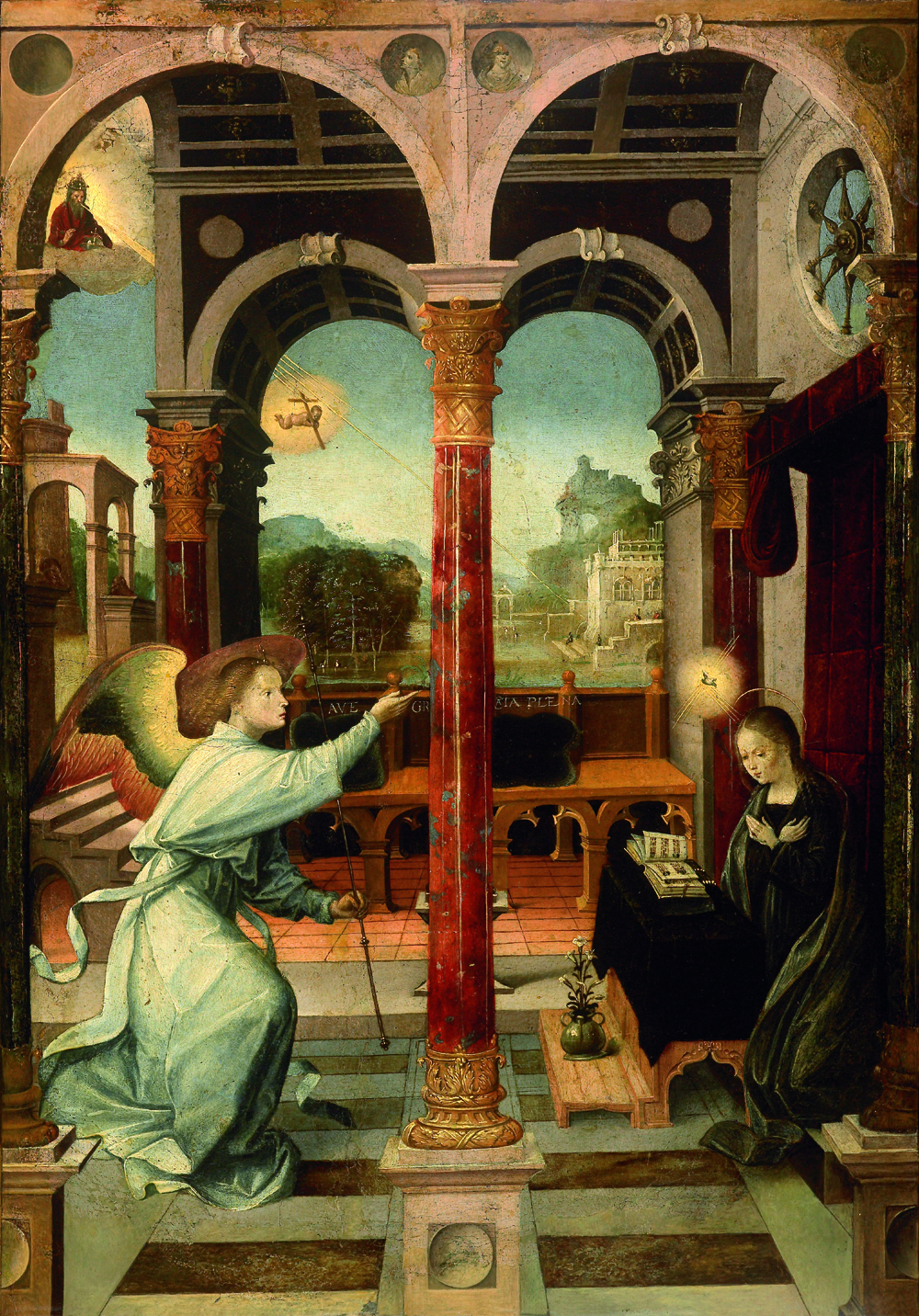
Anunciación de Alejo Fernández (Córdoba, antes de 1508). La arquitectura está basada en la repercusión de los modelos arquitectónicos italianos. En particular se ha comprobado su conocimiento del grabado Prevedari, que Bernardo Prevedari realizó sobre un diseño de Bramante en 1481.

Es justamente en la obra de Donato Bramante donde este espíritu se concreta de una forma más íntegra, lo que hace de él la figura que representa el paso del Quattrocento al Cinquecento, en lo que se suele denominar fase madura del Renacimiento. Bramante logró demostrar, a través de sus proyectos en palacios o iglesias, que no solo conocía las posibilidades del lenguaje clásico, sino que también entendía las características y el ambiente de su época, ya que fue capaz de aplicar el conocimiento antiguo a una forma nueva, inédita, sobresaliente y, sobre todo, clásica. Su Tempietto o Templete de San Pietro in Montorio, en Roma (1502-1510), es prácticamente una relectura (aunque no una copia) de los templos de planta central, circulares, a su vez derivados del tholos griego, típicos de un cierto período de la arquitectura romana (por ejemplo, el Templo de Vesta, en la misma ciudad de Roma). El modesto tempietto es casi una maqueta base del gigantesco proyecto (en construcción desde 1506) de la cúpula de San Pedro, con una cúpula (42,5 metros) de dimensiones comparables a la del Panteón (43,44  metros), a la de Santa Sofía de Constantinopla (32 metros) y a la de Brunelleschi en Florencia (41 metros). Más tarde, en época barroca, el arquitecto inglés Christopher Wren haría a su vez una relectura de la obra de Bramante y Miguel Ángel, y propondría una nueva forma en la catedral de San Pablo de Londres (32 metros, 1676), y lo propio hicieron en época neoclásica Francisco Cabezas y Francesco Sabatini en San Francisco el Grande (Madrid, 33 metros, 1760-1784); demostrando la potencialidad del proceso de creación renacentista (que va de la estética de los edificios al pensamiento arquitectónico), para adaptarse a nuevos estilos en épocas posteriores.
Bramante también popularizó otra forma profundamente clásica que fue desarrollada y explorada posteriormente. Está inspirada en los arcos de triunfo romanos y fue brillante por sus características compositivas aplicadas a los proyectos de palacios y villas, piezas clave del Renacimiento en la arquitectura civil.
La principal imagen de este estilo bramantino se encuentra en las tríadas de aberturas adornadas con arcos, dos de los cuales están a la misma altura y con el central mayor, el denominado sistema de orden más arco, basado en la combinación del orden arquitectónico clásico y el arco de medio punto. Frente al problema, entonces, de conectar en una misma unidad dos entidades espacialmente similares pero de diferentes dimensiones, la solución fue emplear dos sistemas de orden más arco de diferentes dimensiones siguiendo la norma de que el extradós del arco del sistema de menor dimensión fuese tangente a la moldura inferior del entablamento del orden mayor.
La superación de los clásicos, manteniendo siempre la búsqueda del clasicismo típica del período, se dio especialmente en la medida que los arquitectos propusieron soluciones espaciales clásicas para proyectos nuevos (como en los grandes palacios, diferentes de las construcciones romanas, o en las nuevas catedrales o basílicas). Elementos como las bóvedas y las cúpulas se usaron de una forma nueva, y se emplearon los órdenes (jónico, corintio, etc.) característicos de la arquitectura de la Antigüedad.

### El Cinquecento: la superación del clasicismo

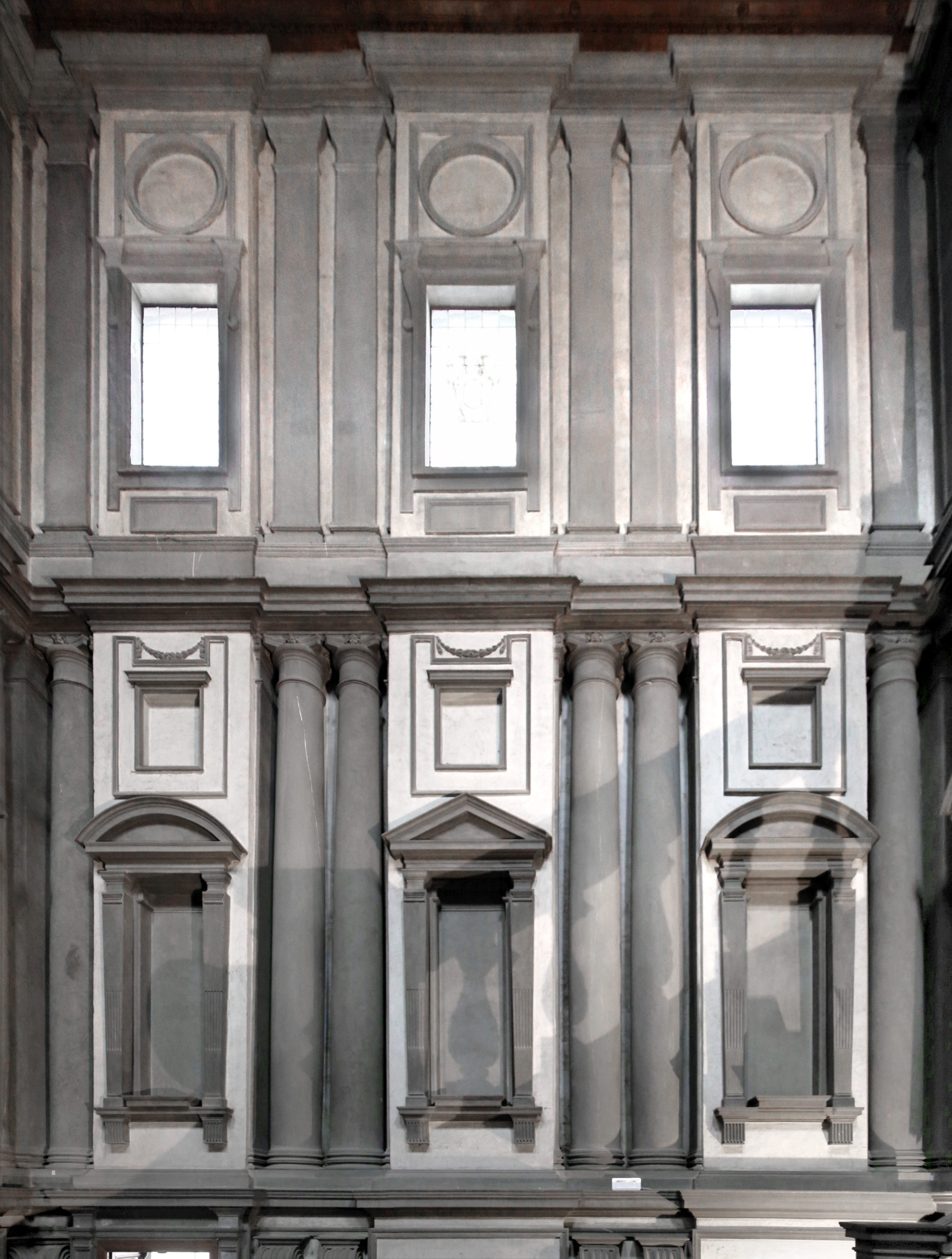
Vestíbulo de la Biblioteca Laurenciana, Florencia, Miguel Ángel (1525). Se aprecia un fragmento de la escalera.

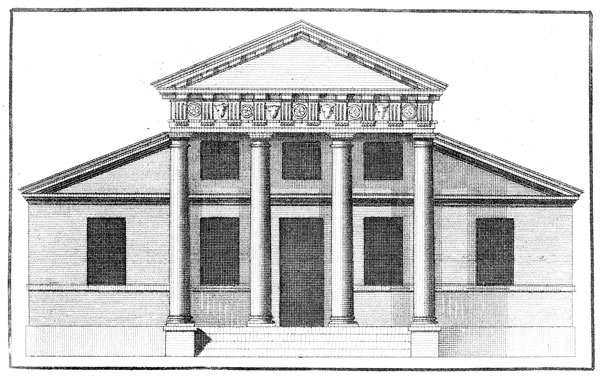
Típica estructura palladiana.

A medida que el dominio del lenguaje clásico evolucionaba, fue creciendo en los arquitectos renacentistas un cierto sentido de liberación formal de las encorsetadas reglas del clasicismo, de forma que el eventual deseo de superación (que siempre existió en mayor o menor medida) cambió de ser un elemento fundamental a ser fruto de la nueva producción de estos autores. Tal fenómeno, considerado ya como un anuncio del movimiento estético que, años más tarde, se concretaría en el Barroco, ganaría fuerza especialmente en las primeras décadas del siglo XVI. El Cinquecento fue un momento en que la intención de sistematizar el conocimiento de los cánones clásicos estaba plenamente superada, a través de los tratados de Sebastiano Serlio o Jacopo Vignola. Así, los elementos compositivos del clasicismo dejaron de usarse en edificios como experimentación "en busca de lo clásico", sino partiendo de su plena conciencia, en "busca de su innovación".
En un primer momento, se siguieron fielmente las reglas clásicas de composición, pero ampliando enormemente su ámbito de aplicación. Las reglas clásicas se aplicaron en especial en las grandes obras públicas, los grandes palacios y templos religiosos (los edificios considerados "nobles", dignos de recibir el estatus de arquitectura según el punto de vista clásico). Por ello, aparecieron nuevas combinaciones de elementos. Andrea Palladio fue el principal exponente de esta nueva forma de trabajar con el lenguaje clásico, como se hace patente en sus proyectos de "villas" en los alrededores de las ciudades italianas. La arquitectura de Palladio fue de tal modo peculiar y destacada con respecto a la de sus antecesores que su método de trabajo acabó creando un nuevo estilo: el palladianismo. Dicho estilo se caracteriza por la aplicación de la planta central en proyectos residenciales (como en las villas) y por un cierto tipo de ornamentación de carácter sintético (denominada arquitectura de superficie), entre otros fundamentos. El propio Palladio fue autor de un tratado bastante completo sobre arquitectura clásica, en el que expuso su modo de pensar y su perspectiva sobre esta cuestión.

### Manierismo: los grandes maestros y el fin del Renacimiento

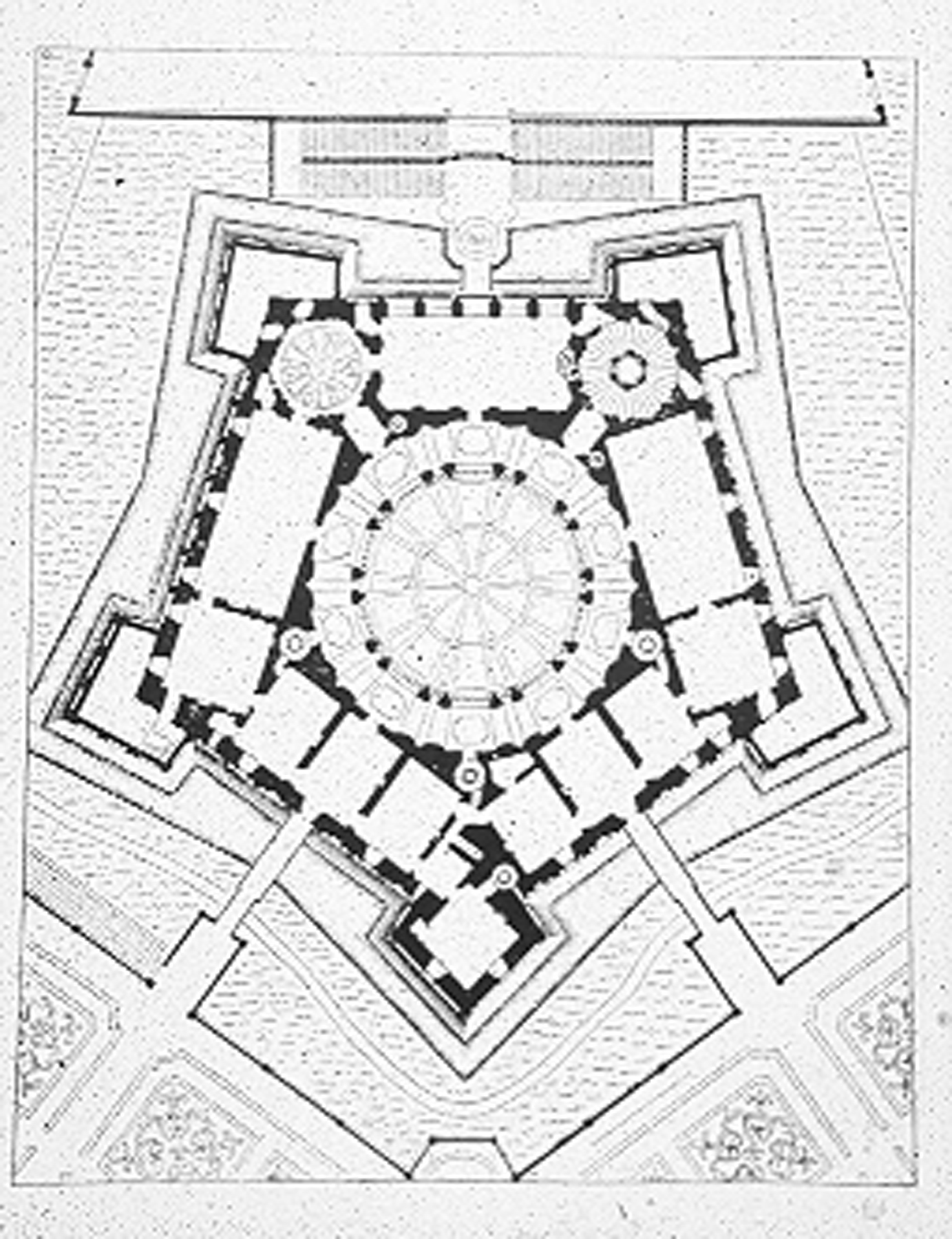
Grabado de la planta modificada por Vignola de Villa Farnese.

El manierismo fue el movimiento artístico producido durante el Cinquecento y cuya formación se da en las primeras décadas del siglo XVI y se extiende hasta comienzos del siglo XVII. Evidencia la intención por parte de los arquitectos, humanistas y artistas del período de un arte, que aunque en esencia siguiera al clasicismo, poseía un contenido bastante anti-clásico. En el manierismo por lo tanto se desarrolla la innovación constructiva confrontándose con la arquitectura clásica, ya plenamente conocida.
Una vez gastado el impulso de la tratadística, que dotada de cierta homogeneidad a la arquitectura mediante la imposición de unas determinadas reglas, surgió una nueva generación de arquitectos, fuertemente individualistas, que supone de hecho un puente entre el Renacimiento y el Barroco.
La actividad arquitectónica de Miguel Ángel supuso la culminación y superación del clasicismo de la fase madura o de Bramante, y puede calificarse de más clásica en San Pedro o en el  Palacio Farnese y más manierista,(por ejemplo en la famosa escalera de la Biblioteca Laurenciana). De modo similar a lo que ocurrió en pintura o escultura (donde es más clara la imitación de su maniera), los arquitectos italianos de mediados del siglo XVI, algunos de ellos salidos de Roma cuando el saco y repartidos por el resto de las ciudades italianas, procuraban desafiar los cánones clásicos. Los principales exponentes de este nuevo estilo fueron, además del citado Andrea Palladio y el núcleo veneciano, Giulio Romano (Palacio del Té, Mantua, 1534), Bartolomeo Ammannati (reforma del Palacio Pitti, 1558-1570), Antonio Sangallo el Joven (Villa Farnese, Caprarola, 1559), Vasari (Galería Uffizi, Florencia, 1560-1581), o Jacopo Vignola con la Iglesia del Gesù (1568), esta sí en Roma, sede y modelo exportado de las numerosas iglesias jesuíticas de la crecientemente influyente Compañía de Jesús, cuya fachada se debe a Giacomo della Porta (1578, que inspiró posteriormente a Carlo Maderno). 
En sus obras, son constantes las referencias a los elementos compositivos clásicos, pero en forma "desconstruída" y casi irónica. Convierten al interior patrones decorativos de ventanas que deberían estar colocadas en el exterior, juegan con los efectos de la ilusión óptica proporcionados por la perspectiva, a través de volúmenes dimensionados inusitadamente, etc. El mismo sentido, llevado a un extremo, tuvieron los extravagantes jardines de la Villa de las Maravillas, hoy Parco dei Mostri (Bosco Sacro di Bomarzo) en Bomarzo, en el Lacio, por el arquitecto y diseñador de jardines Pirro Ligorio.
La profundización en los caracteres propios de las construcciones manieristas supuso el germen del nacimiento del Barroco, que si superficialmente se considera como ruptura del ideal clásico propuesto por el Renacimiento, realmente constituyó la reacción al agotamiento de este, ya anunciado por el manierismo.

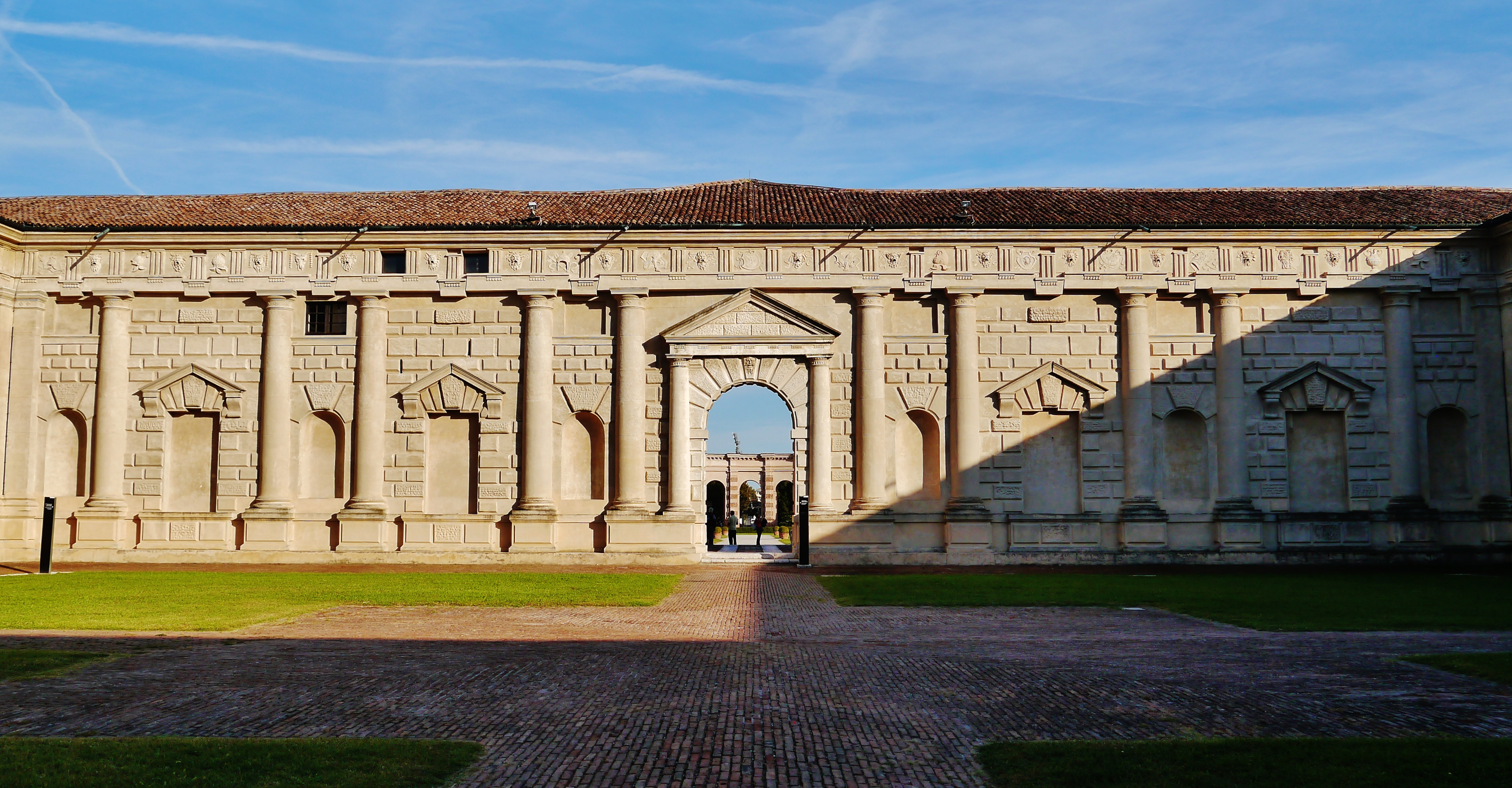
Palazzo Tè, Mantua. Giulio Romano, 1534.
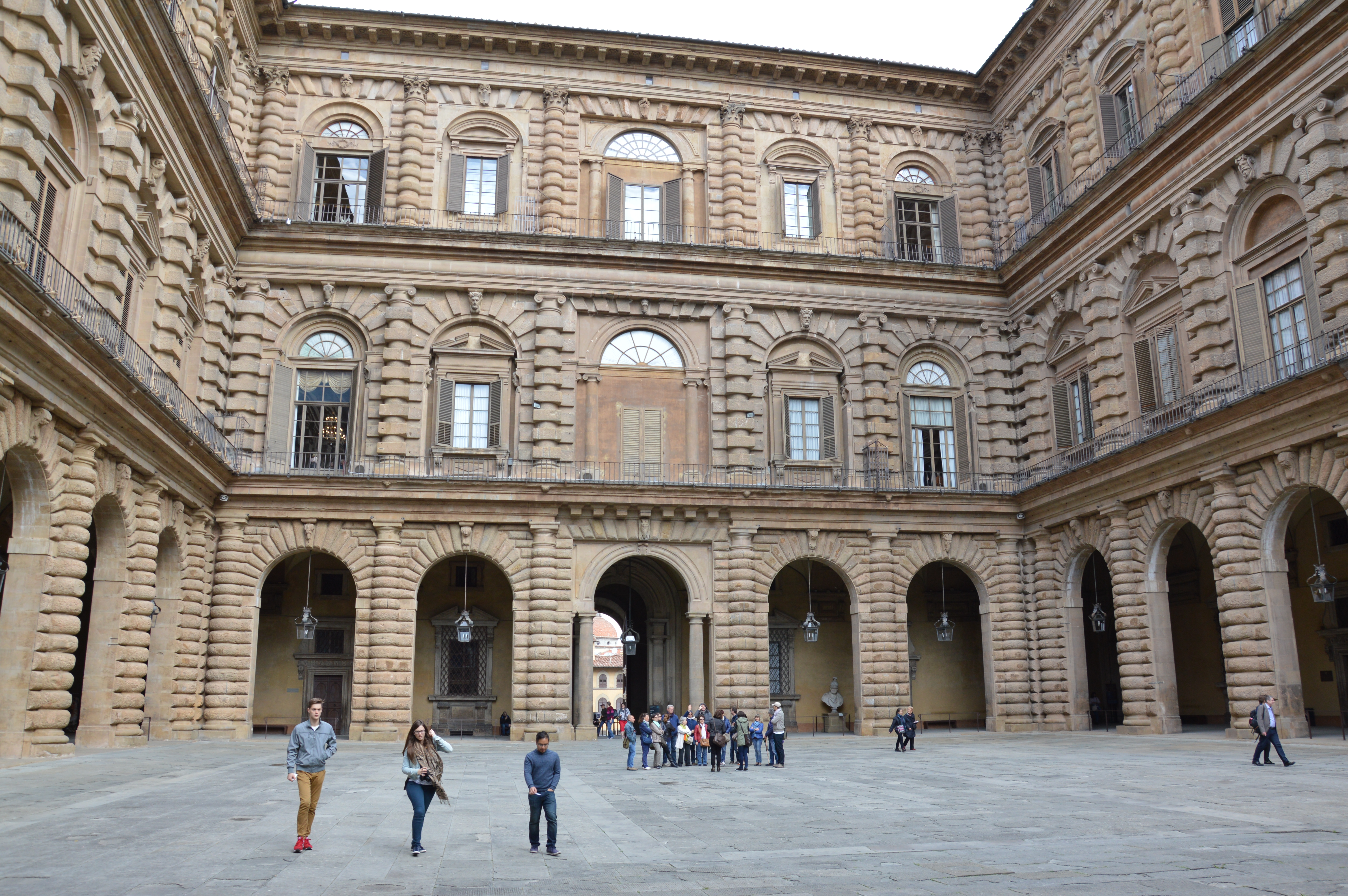
Cortile (patio) del palacio Pitti, Bartolomeo Ammannati 1558-1570.
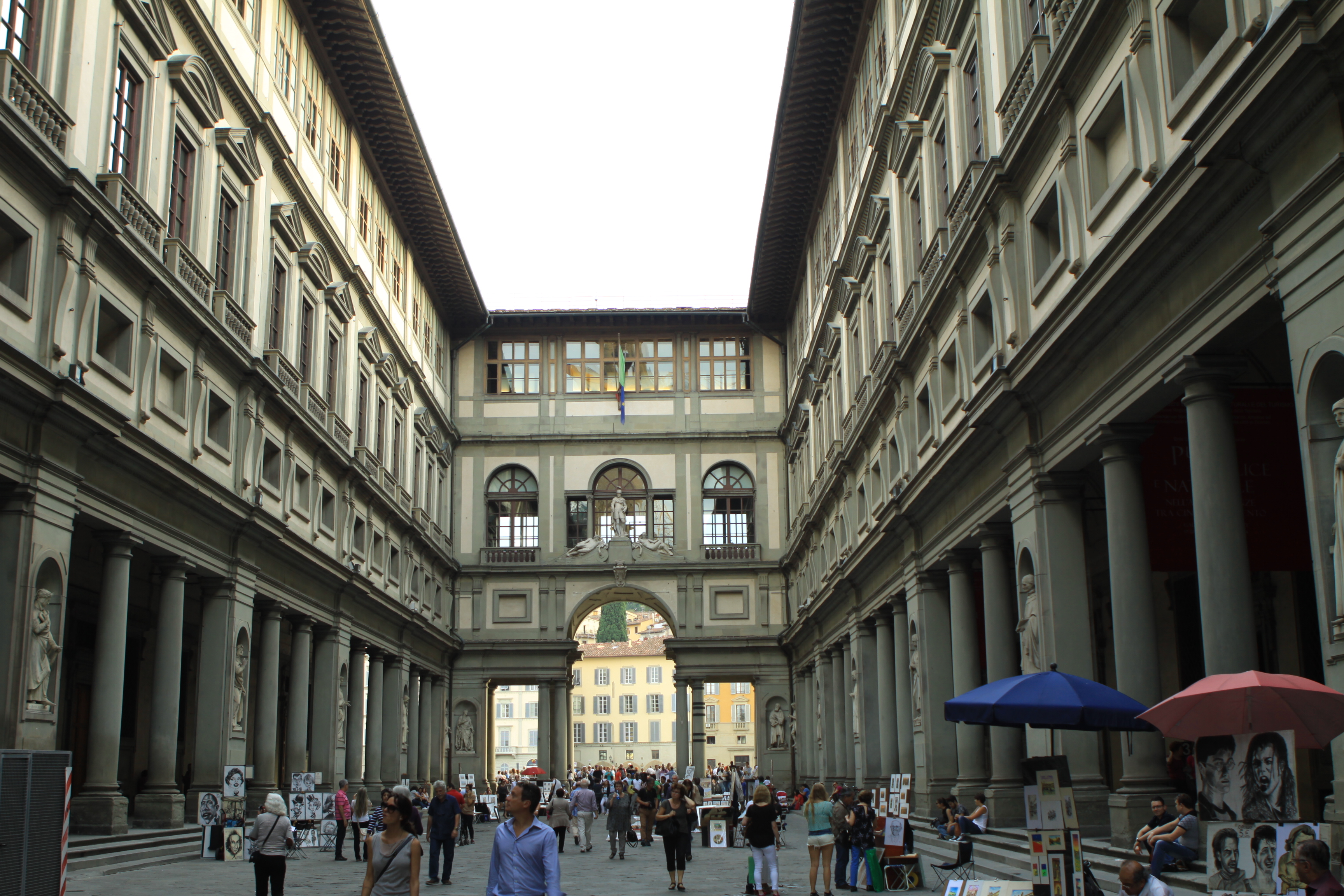
Galería de los Uffizi, Florencia, Vasari 1560-1581.
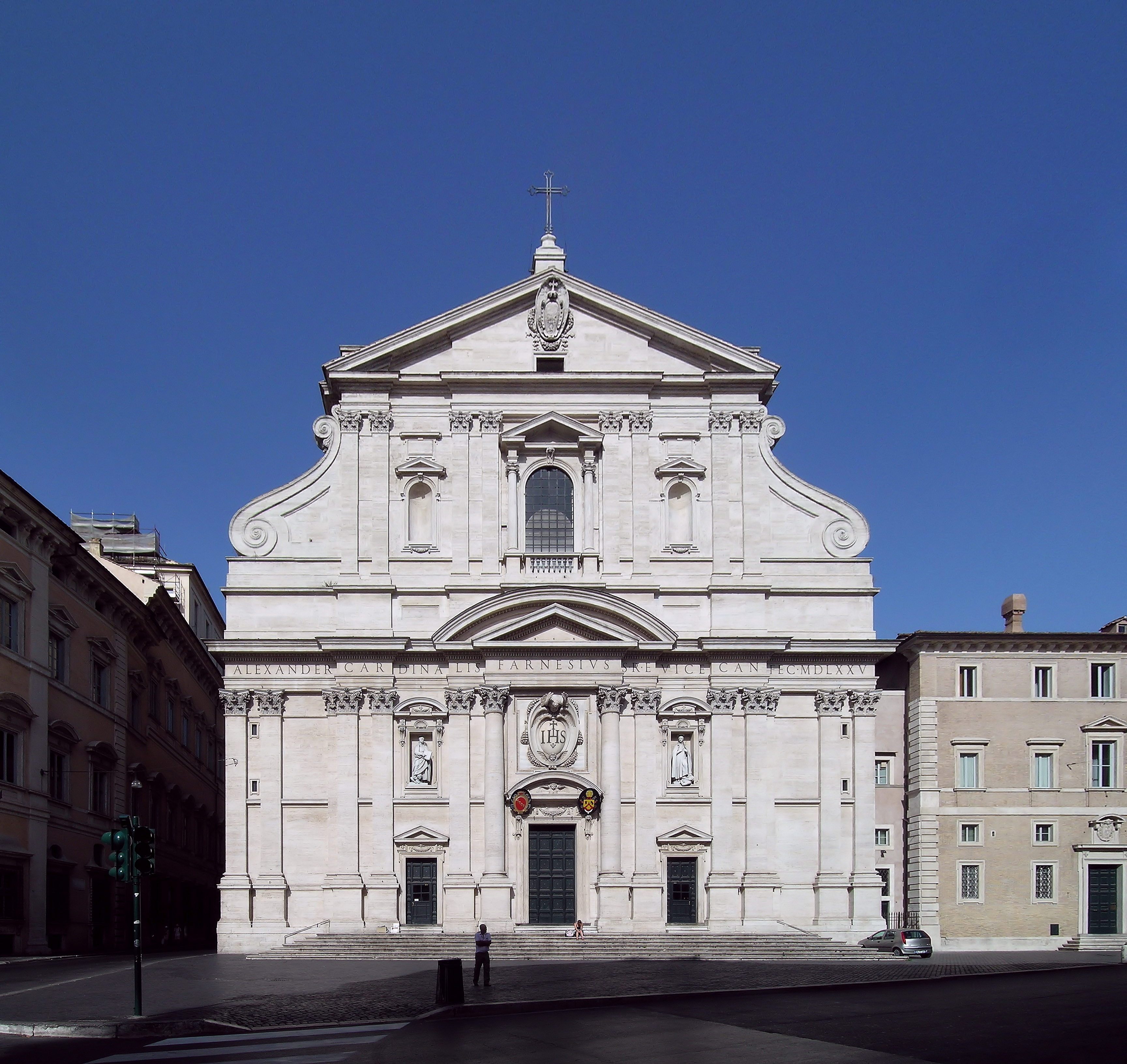
Fachada de la iglesia del Gesù. Giacomo della Porta, 1578.

## Difusión de la arquitectura del Renacimiento en Europa
El lenguaje arquitectónico propio del Renacimiento italiano no desplazó a las formas tardogóticas predominantes en el resto de Europa hasta bien entrado el siglo XVI. Los contactos internacionales en las esferas económica, política y militar, intensificados a partir de los ya abundantes desde la Baja Edad Media, los viajes de los artistas demandados por las diversas cortes, así como la decisiva difusión de documentos e imágenes gracias a la imprenta y al grabado permitieron un intercambio de información decisivo.
Paradójicamente, la asimilación de las ideas anticlásicas forjadas en el Manierismo (que más que la fase final del Renacimiento puede considerase un estilo nuevo y opuesto) fue lo que causó el definitivo triunfo del gusto italiano. La tratadística clásica estaba ya plenamente desarrollada, de forma que los arquitectos de fuera de Italia pudieron dominar en general las reglas compositivas clásicas y su teoría, lo que ya les permitía tomarse ciertas licencias creativas. De esta forma, la introducción del Renacimiento en Europa fue en gran medida un eclecticismo entre las pervivencias medievales y rasgos post-renacentistas; además de diferir en cada país, según la distinta forma en que la influencia italiana dotó de elementos nuevos a su contexto propio de base medieval.

### Arquitectura renacentista en Francia
La arquitectura renacentista francesa es la denominación historiográfica con la que se designa la producción arquitectónica de principios de la Edad Moderna en lo que hoy es Francia (entonces principalmente el reino de Francia, aunque también partes de Flandes, Lorena, Alsacia, Franco Condado, Saboya, Cerdaña, Bretaña y Provenza).
Corresponde a la arquitectura francesa en la época del Renacimiento —que sustituyó progresivamente a la arquitectura gótica, que había nacido en el país en el siglo XII— a partir de la importación y adaptación de los modelos del Renacimiento italiano. Apareció a comienzos del siglo XVI, más de medio siglo más tarde que en Italia, en diferentes regiones francesas, en especial en el valle del Loira y en la Isla de Francia. Continuó hasta principios del XVII, cuando fue sucedida por la arquitectura barroca o clasicismo francés.
Los principales protagonistas fueron los reyes Carlos VIII (r. 1483-1498), Luis XII (r. 1498-1515) y especialmente Francisco I (r. 1515-1547), que hizo llamar a numerosos artistas italianos y bajo cuyo reinado el estilo renacentista se convirtió en el estilo dominante en la corte francesa. Los monarcas franceses trabajaron en el embellecimiento de sus propias residencias reales de campo —en los castillos de Montsoreau (1453-1461), Langeais (1465-1469),  Amboise (1495-1498), Blois (1499-1502), Chambord (desde 1519) o Fontainebleau (desde 1532)— y en la capital, París, en la reforma de la fortaleza del Louvre (desde 1527) y en la construcción de otros nuevos palacios, como el castillo de Madrid (1528-1540) o el palacio de las Tullerias (a partir de 1564). 
Francisco I se casó con Claude de France en la capilla del Château de Saint-Germain-en-Laye en mayo de 1514, y tuvo ese edificio como residencia favorita: en 1539 encargó a Pierre Chambiges reconstruirlo, obra que se ha considerado como la primera de estilo renacentista en Francia.  La arquitectura continuó prosperando en los reinados de Enrique II (r. 1547-1559) y Enrique III (r. 1574-1589), siendo destacable el papel jugado por Catalina de Médici (1519-1589), primero reina consorte de Enrique II (1547 a 1559), luego regente (1560 a 1563) hasta la mayoría de edad de su hijo Carlos IX (r. 1560-1574) y finalmente reina madre de Enrique III hasta su muerte en 1584, aún con poderosa influencia política y artística. Será una etapa marcada por las guerras de religión (1562-1598) que eclipsaron la producción artística en el país, pero fomentaron la reflexión intelectual y la propaganda religiosa y política.
Durante los primeros años del siglo XVI el reino de Francia había participado en varias guerras en el norte de Italia, llevando de vuelta a Francia no solo tesoros artísticos del Renacimiento, como botín o adquiridos, sino también nuevas ideas estilísticas. La manifestación más evidente de esas nuevas ideas fue la reforma o nueva edificación de los châteaux (castillos) residenciales en el valle del Loira y en la Île-de-France. El ejemplo renacentista más antiguo es el castillo de Montsoreau (c.1461), seguido por los castillos de Amboise (c. 1495) —«el primer palacio italianizante de Francia» en el que Leonardo da Vinci pasó sus últimos años como invitado del rey—, Gaillon (1502-1509), Chenonceau (1513-1521), Azay-le-Rideau (1518-1523), Villandry (1532-1536), Ancy (1544-1550), Écouen (1538-1555) y Anet (1547-1555). El valle del Loira todavía conserva una densidad excepcional de castillos y casas señoriales que datan del Renacimiento o que fueron modificados de manera significativa en ese momento cuando la corte real se alojaba allí con regularidad. Conocidos como los castillos del Loira, algunos de ellos se encuentran entre los edificios más notables y famosos del Renacimiento francés y justificaron que la Unesco declarara en 2000 Patrimonio de la Humanidad al «Valle del Loira entre Sully-sur-Loire y Chalonnes-sur-Loire». 
Destacados arquitectos italianos estuvieron al frente de importantes proyectos en el país —Giovanni Giocondo (1496-1508), Domenico da Cortona (c. 1495-1549), Francesco Primaticcio (1532-1570), Giacomo Vignola (1541-1543) o Sebastiano Serlio (1541-1554)—, pero poco a poco los arquitectos franceses, inspirándose en las ideas nuevas, comenzaron a hacer suyo el nuevo estilo renacentista: fueron  los más famosos del siglo XVI Philibert Delorme (1510-1570), Jacques Androuet du Cerceau (1510-1584) (conocido por sus notables grabados de edificios), Pierre Lescot (1515-1578) (que construyó la fachada interior suroeste de la Cour Carrée del Louvre parisino) y Jean Bullant (1515-1578).
El Renacimiento francés, en arquitectura, se considera habitualmente dividido en cuatro etapas: estilo Luis XII (ca. 1495-1530, de transición entre el gótico y el Renacimiento), Primer Renacimiento (1515 a 1530/1540), Segundo Renacimiento o Renacimiento clásico (1540 a 1559/1564) y manierismo (1559/1564-principios del siglo XVII). Además de las dificultades que entraña toda periodización, hay dos cuestiones adicionales que pueden inducir a confusión: primera, estos periodos en Francia, que tienen más o menos correlato en Italia y en otros países europeos, son más tardíos y en general no suelen corresponder en todas las regiones con los mismos periodos temporales; y segunda, su uso se complica al utilizarse con generalidad otras denominaciones estilísticas usadas tanto en las artes decorativas y en el mobiliario —que corresponden a los distintos reinados: estilo Luis XII, estilo Francisco I, estilo Enrique II, estilo Enrique IV— como en la pintura y escultura —Alto Renacimiento y Bajo Renacimiento— y que a veces se usan por extensión en arquitectura.
- Fachadas interiores renacentistas
- Arcadas del lado del patio del château de La Rochefoucauld (a partir de 1519)
- Ala Sur del château d'Écouen (1532-1567) con las copias de los Esclavos de Miguel Ángel (originales en el Louvre)
- Ala Lescot del Palais du Louvre (1546-1556)
- Ala de la Belle cheminée del château de Fontainebleau (1565-1570)

### Arquitectura renacentista en España

#### 1.ª etapa: plateresco

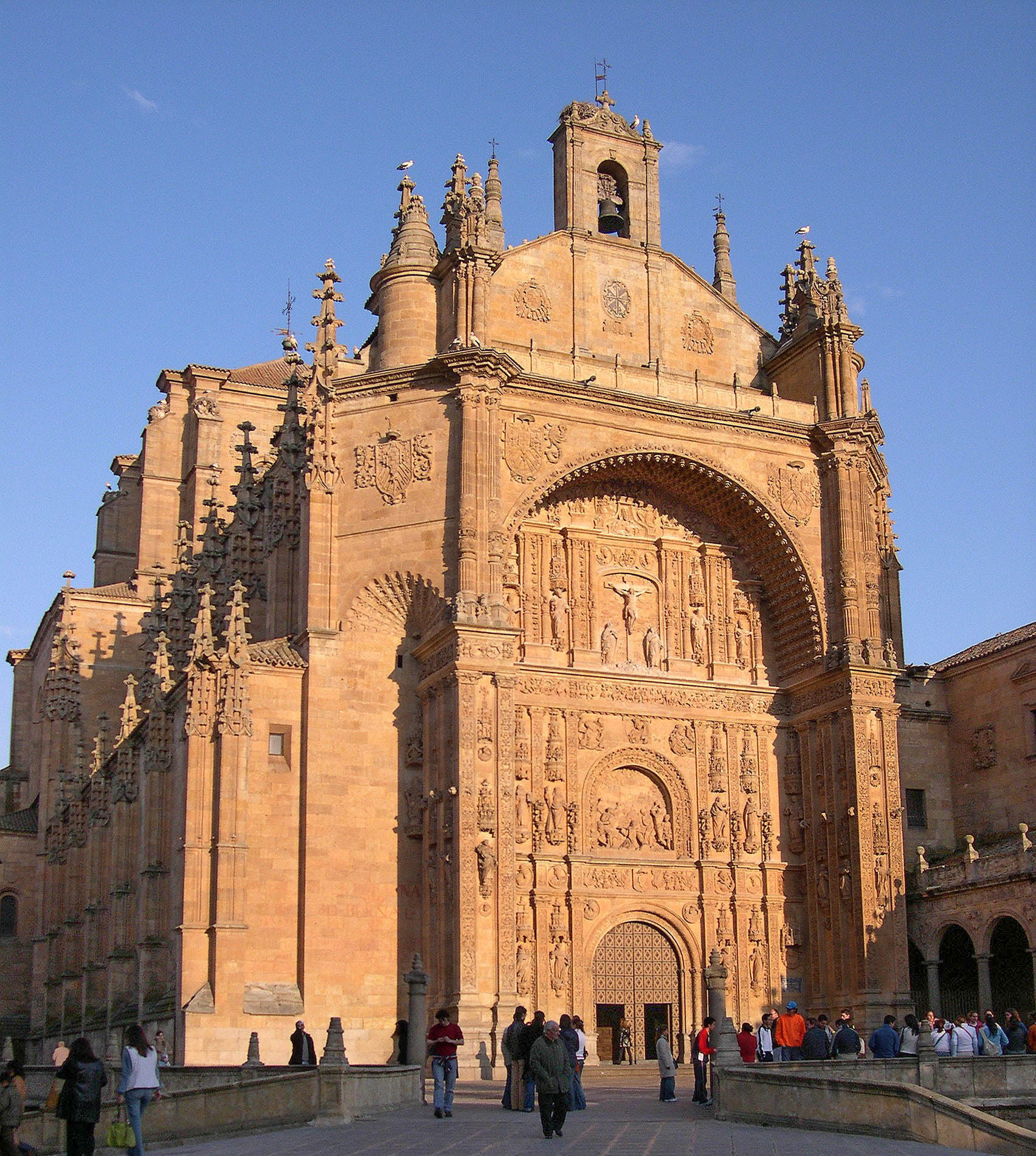
Fachada del convento de San Esteban (Salamanca).

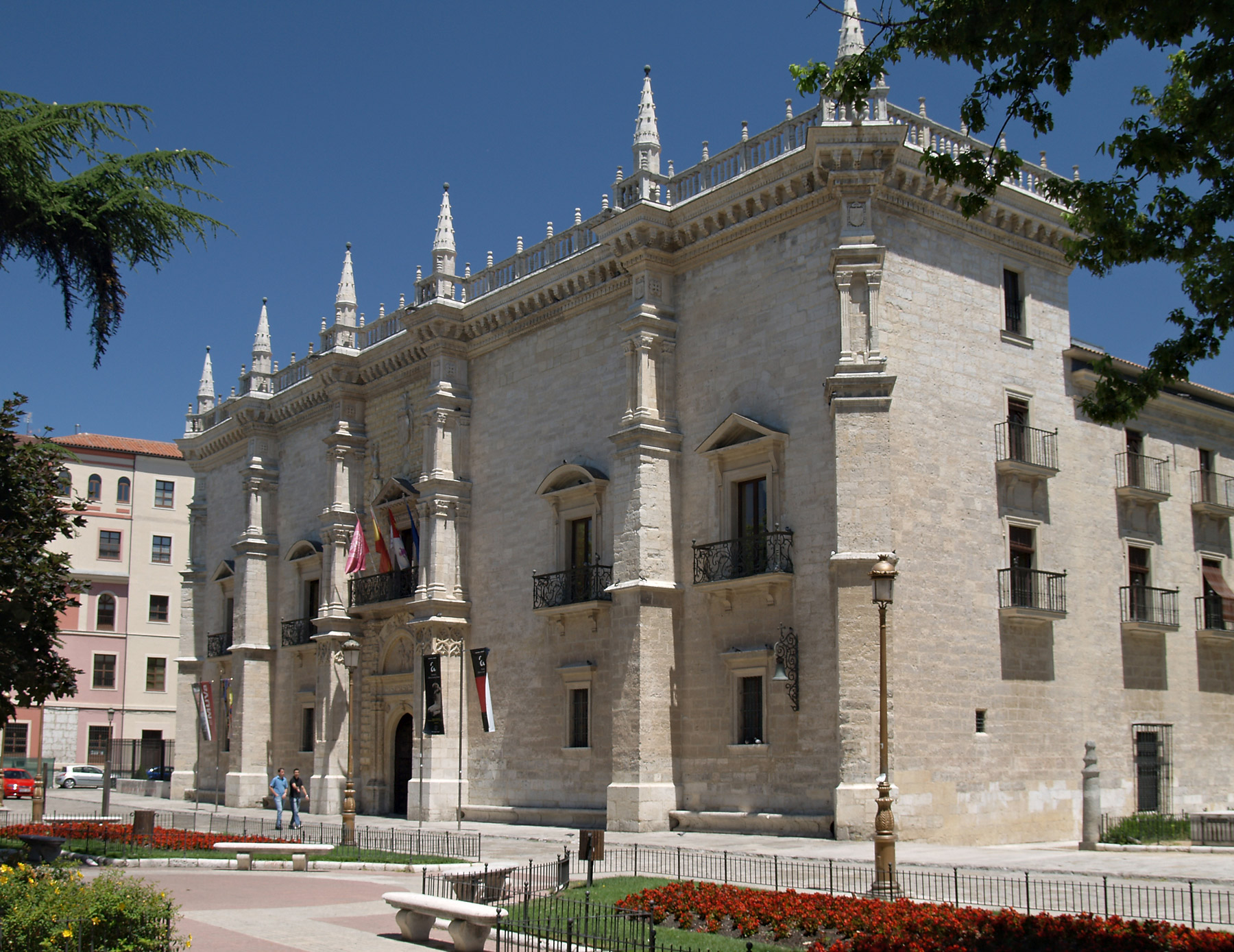
El Palacio de Santa Cruz (1486-1491) de Valladolid fue el primer edificio renacentista construido en España.

En España, el Renacimiento comenzó a insertarse en las formas góticas en las últimas décadas del siglo XV. El desarrollo del Renacimiento se produjo principalmente por arquitectos locales, aunque conectados con la tradicional relación artística hispanoflamenca. Varios de ellos tenían incluso orígenes familiares en el norte de Europa. A ello se añadía que la política italiana, central para la Corona de Aragón desde el siglo XIII, pasó a ser una prioridad también en Castilla con el matrimonio de los Reyes Católicos.
Se forjó una arquitectura con características propias muy acusadas, en las que se incluían influencias del mudéjar local, del gótico flamígero del norte y de la arquitectura italiana. Este ecléctico estilo español, de caracterización debatida, ha recibido el nombre de "plateresco" por las extremadamente decoradas fachadas de sus edificios, que se comparaban al intrincado y detallista trabajo de los plateros.

#### 2.ª etapa: purismo

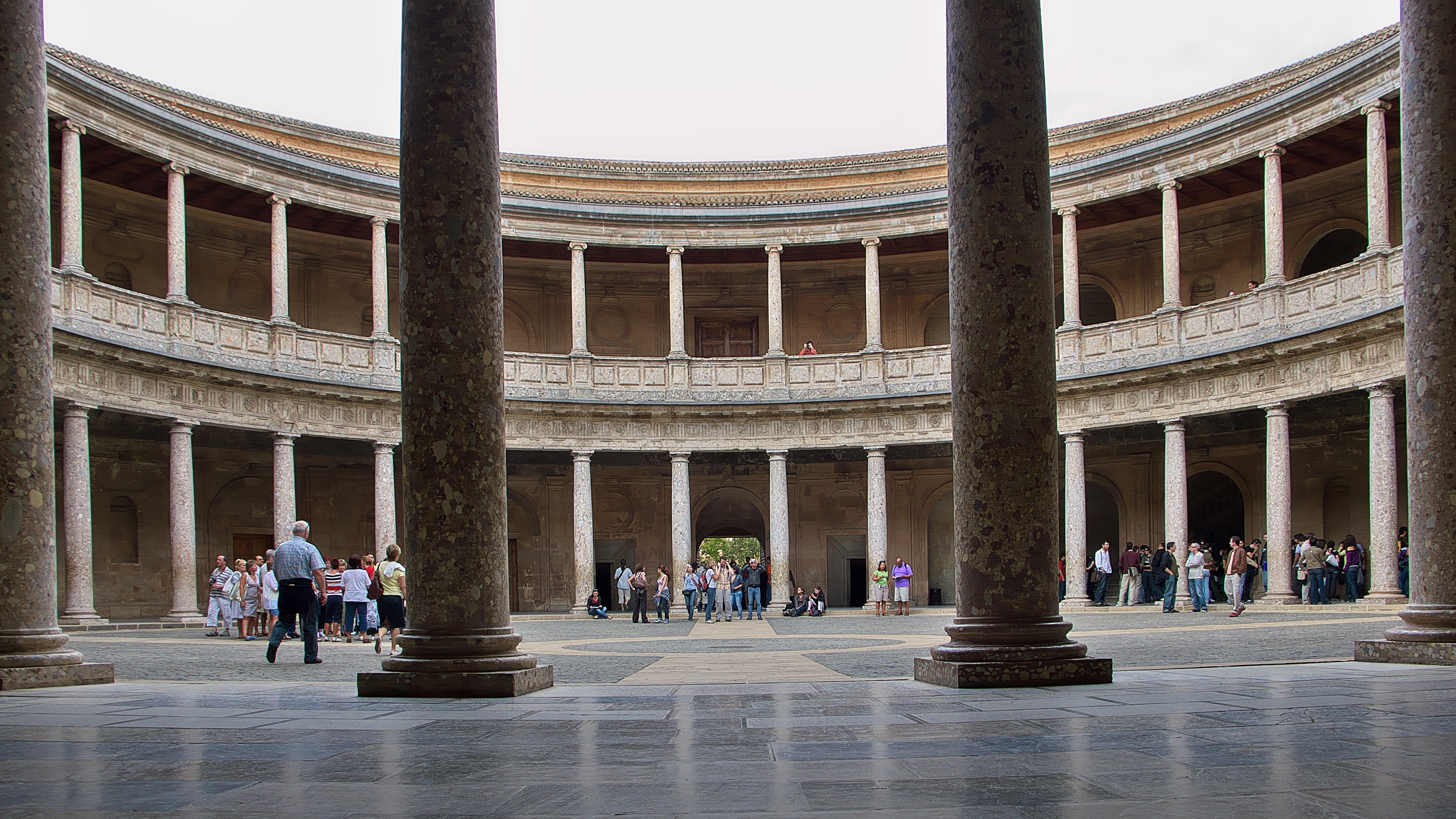
Palacio de Carlos V en la Alhambra, Granada.

Con el paso de las décadas, la influencia del Gótico fue decreciendo, llegándose a alcanzar un  estilo más depurado y ortodoxo desde el punto de vista de las formas clásicas. El purismo se caracteriza por una mayor austeridad decorativa, que se limita a algunos elementos concretos, generalmente de inspiración grecorromana. Hay un cierto cansancio de la exuberancia decorativa italianizante a mitad del siglo XVI y se imponen los edificios de aspecto más sereno, armónico y equilibrado. Algunos arquitectos consiguen reciclar su producción tardo-gótica para iniciarse en este nuevo estilo: tal es el caso, por ejemplo, de Alonso de Covarrubias, Rodrigo Gil de Hontañón y Pedro de Ibarra. Además de la Meseta, donde desarrollan su obra éstos, un extraordinario centro de la producción renacentista se localizó en Andalucía, donde destacan las figuras de Diego de Siloé (Catedral de Granada y Sacra Capilla del Salvador de Úbeda), Pedro Machuca (el más decididamente clásico, con su atrevida intervención en la Alhambra de Granada: el Palacio de Carlos V), Andrés de Vandelvira (catedrales de Jaén y de Baeza) y Diego de Riaño (Ayuntamiento de Sevilla).
La influencia de la tratadística italiana, especialmente de Sebastiano Serlio, ha permitido denominar esta época como fase serliana. Es muy notable que España fuera el primer país en desarrollar una literatura arquitectónica propia dentro de los cánones renacentitas, con Diego de Sagredo (Las Medidas del Romano, 1526).

#### 3.ª etapa: herreriano

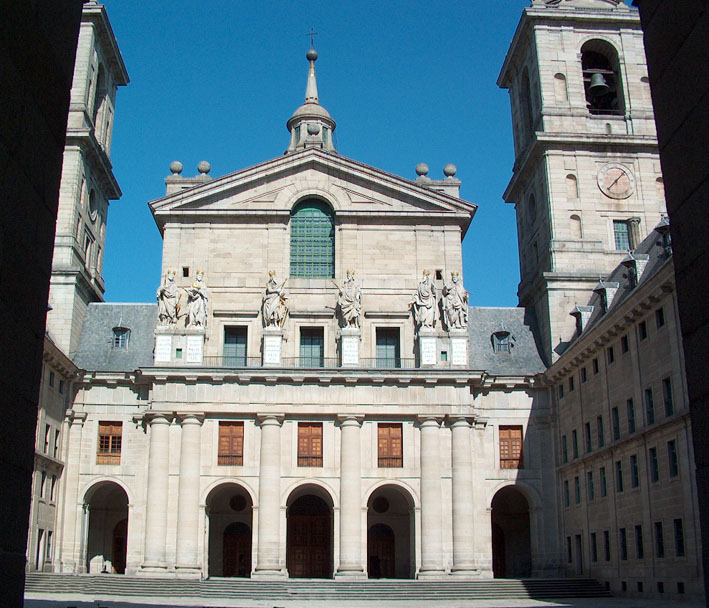
Patio de los Reyes y fachada de la Basílica de El Escorial.

A mitad del siglo XVI, la iniciación del Monasterio de San Lorenzo de El Escorial como símbolo del poder de Felipe II por Juan Bautista de Toledo (fallecido en 1567) y Juan de Herrera supuso la aparición de un nuevo estilo, que se caracteriza por el predominio de los elementos constructivos, la ausencia decorativa, las líneas rectas y los volúmenes cúbicos. Significa además el definitivo triunfo de los postulados manieristas provenientes de Italia, con el aporte de sobriedad castellana.
Este estilo bautizado posteriormente como "herreriano" en honor de Juan de Herrera, dominó la arquitectura española durante casi un siglo, y entre sus seguidores se encuentran figuras tan relevantes como Francisco de Mora, Juan Gómez de Mora o Juan Gómez de Trasmonte.
Los conceptos arquitectónicos y urbanísticos del renacimiento español fueron llevados a las colonias españolas de América dónde encontraron campo fértil para su difusión dada la urbanización extensiva que se dio a lo largo de tres siglos y que también recibió el impacto de estilos posteriores como el Barroco y el Neoclásico.

### Arquitectura renacentista en Portugal

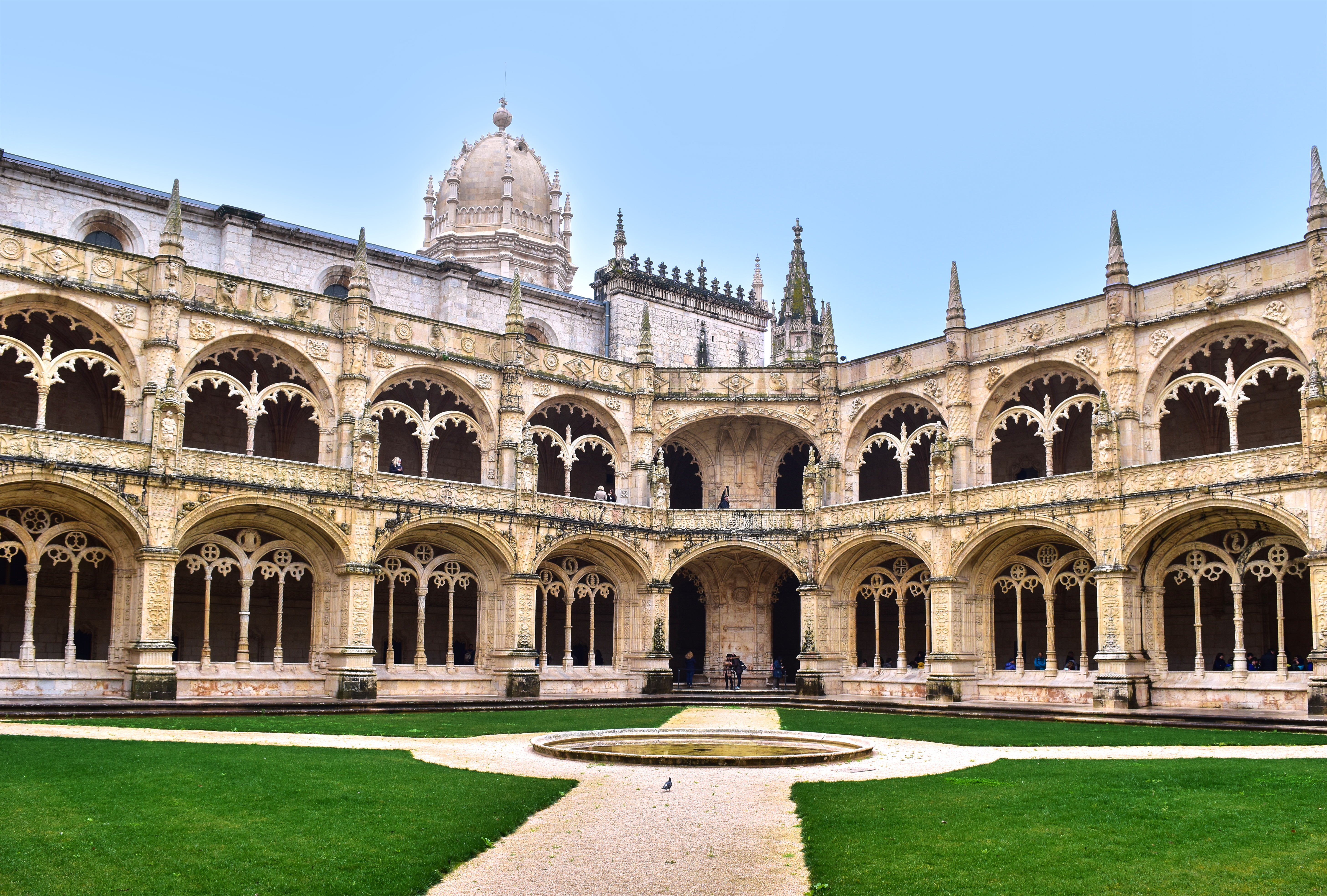
Claustro del monasterio de los Jerónimos de Lisboa.

En Portugal el estilo manuelino es la contribución portuguesa al Renacimiento; aunque su estética, que aúna elementos renacentistas y tardogóticos de un modo semejante al plateresco isabelino castellano, es muy distante del clasicismo. Un motivo decorativo muy repetido, la retorcida maroma de barco, se interpreta como una referencia explícita a las proezas de los navegantes portugueses, que estaban protagonizando la Era de los Descubrimientos y permitieron la extraordinaria expansión política y económica que convirtió al reino en una potencia mundial.
Ejemplos de la arquitectura renacentista portuguesa son las catedrales de Leiría y de Portalegre, el Colegio jesuita de Évora y la Iglesia de San Roque de Lisboa.

### Arquitectura renacentista en Alemania

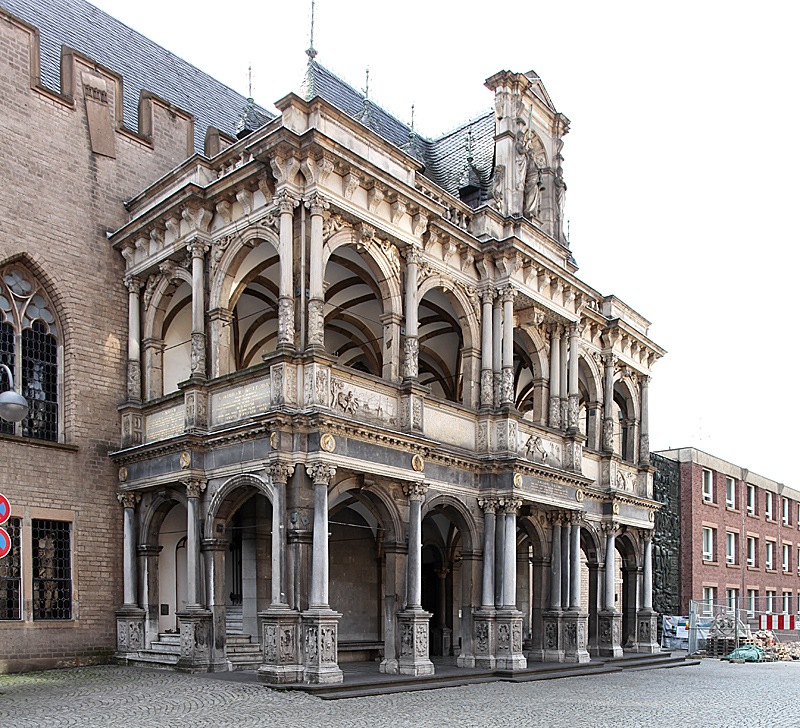
La logia del Ayuntamiento de Colonia.

El Renacimiento en Alemania fue inspirado por filósofos y artistas alemanes como Johannes Reuchlin y Alberto Durero, que había visitado Italia. Entre las estructuras más destacadas de este período que presentan una arquitectura renacentista se incluyen la residencia de Landshut, el castillo de Heidelberg, el castillo Johannisburg en Aschaffenburg, el Ayuntamiento de Augsburgo y la Fortaleza Lichtenau. En julio de 1567 el consejo de la ciudad de Colonia aprobó un diseño de estilo renacentista realizado por Wilhelm Vernukken para el Ayuntamiento, con una loggia de dos pisos. La iglesia de San Miguel, en Múnich, es la iglesia renacentista más grande localizada al norte de los Alpes. Fue construida por el duque Guillermo V de Baviera entre 1583 y 1597 como centro espiritual de la Contrarreforma y se inspiró en la iglesia de Il Gesù en Roma. El arquitecto es desconocido.

### Arquitectura renacentista en Europa Oriental

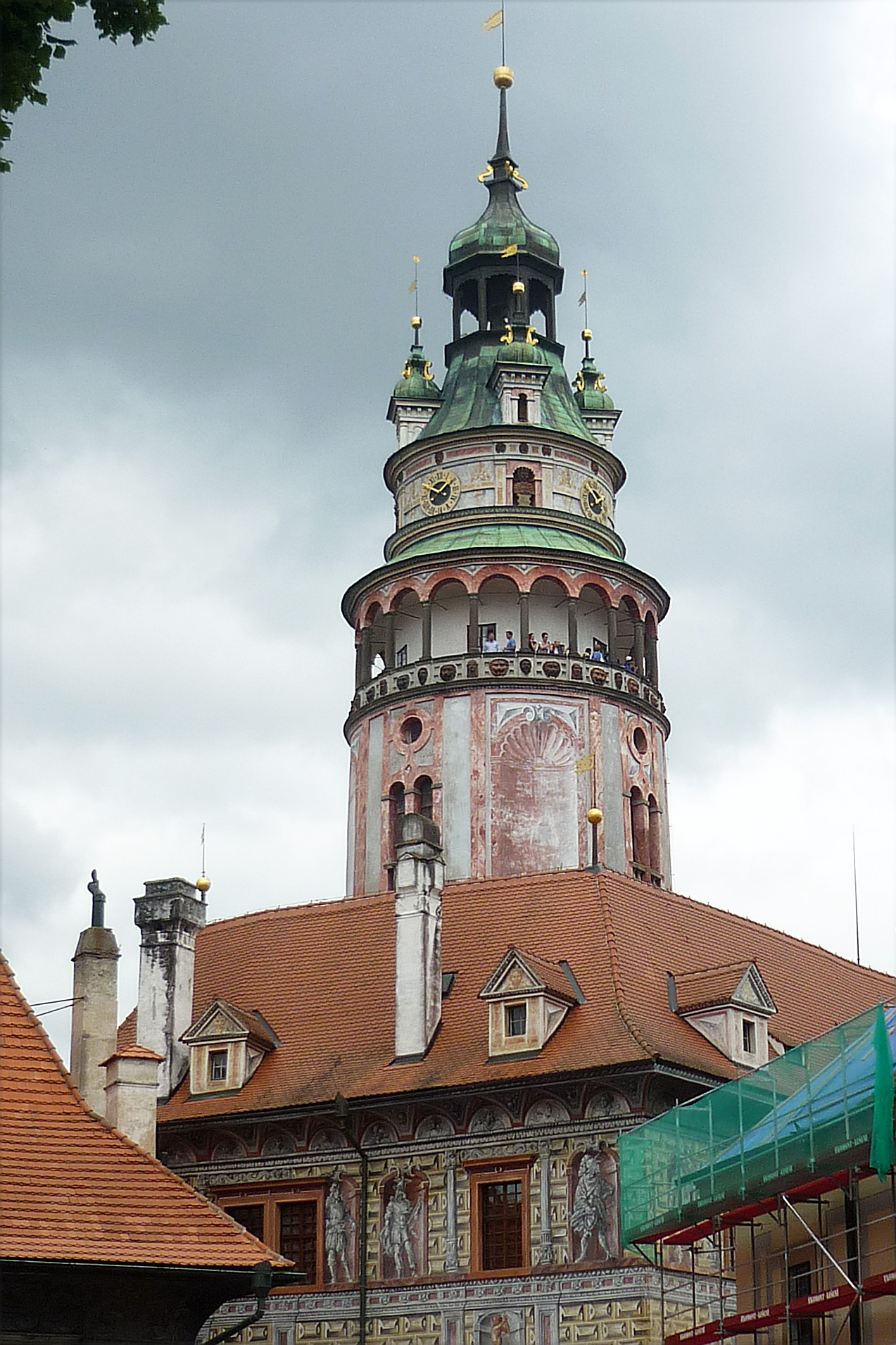
Torre del castillo de Český Krumlov.

La lejanía de esta zona con respecto a Italia diluyó la influencia del Renacimiento, pero hay valiosos ejemplos de edificaciones que combinan elementos renacentistas con la tradición arquitectónica local. En Hungría, ya antes de la segunda mitad del siglo XV se construyeron casas de estilo italiano. El rey húngaro Matías Corvino contrató a constructores y escultores italianos, uno de los cuales, Aristóteles Fioravanti, viajó de Hungría a Moscú para levantar la catedral de la Dormición (1475-1479) en el Kremlin de Moscú. Bajo el reinado de Luis II de Hungría y Bohemia, se construyó la capilla Bakócz de la catedral de Esztergom, ejemplo de decoración renacentista. Otras obras influidas por el Renacimiento en Europa Oriental son, en Polonia el castillo de Wawel, la capilla de Segismundo en Cracovia y las ciudades de Zamość y Tarnów; en Lituania el Palacio Real y las iglesias de San Miguel y San Esteban de Vilna; y en la República Checa la localidad de Telč, el palacio de verano de la reina Ana (Belvedere) del castillo de Praga o el castillo de Český Krumlov.

### Arquitectura renacentista en Inglaterra

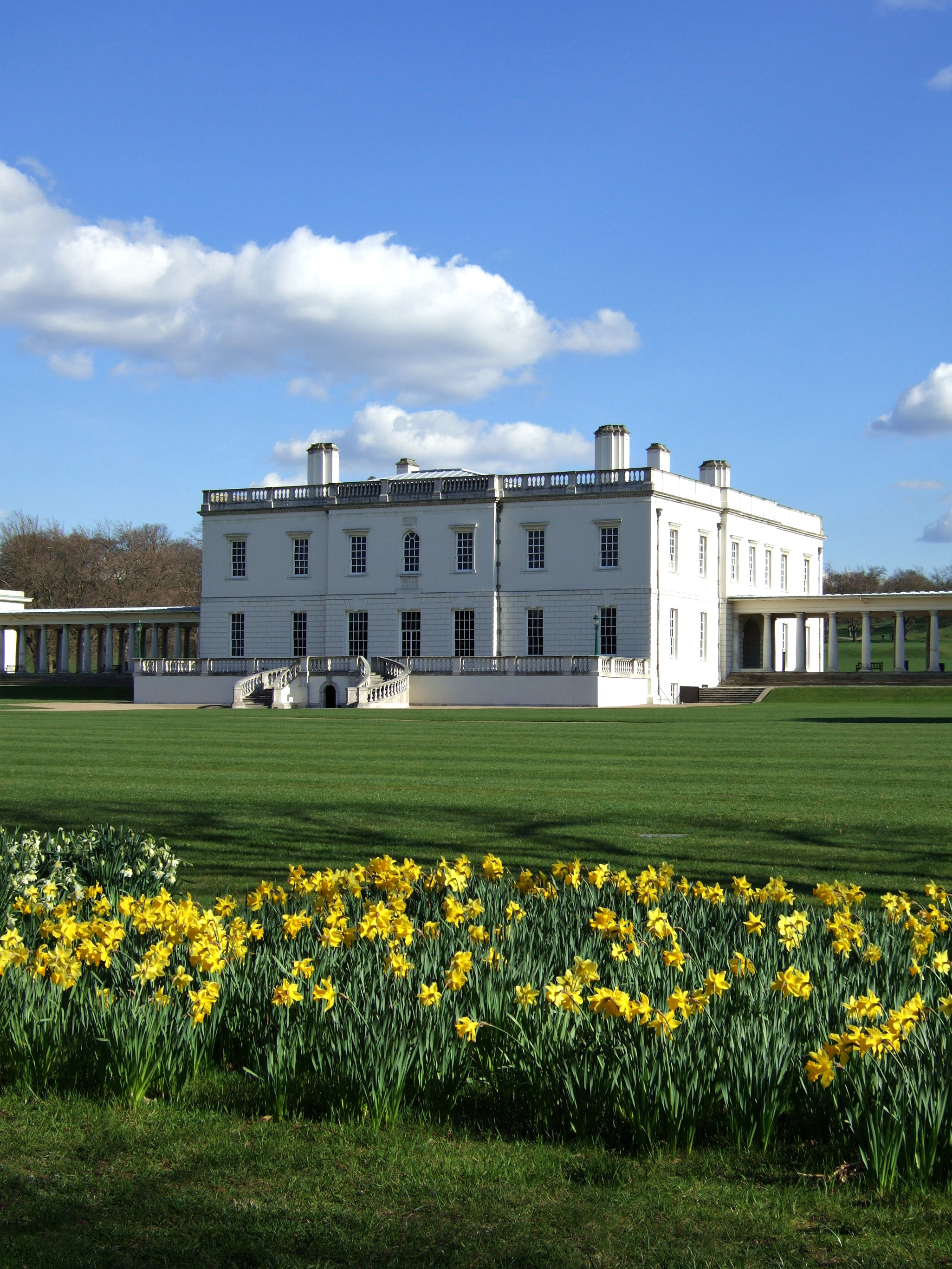
Queen's House, (1616) en Londres, primer ejemplo de arquitectura renacentista importada al Reino Unido.

En Inglaterra las formas del renacimiento italiano tardarán mucho más tiempo en imponerse que en España o Francia. Durante el periodo final del siglo XV y todo el siglo XVI, se desarrolló el denominado estilo Tudor, una prolongación del gótico con marcadas características locales inglesas. A finales del siglo XVI y comienzos del XVII, la denominada arquitectura isabelina significó una apertura a influencias externas, entre las que estaban las italianas, pero también las de la arquitectura holandesa.
No fue hasta bien entrado el siglo XVII cuando se impusieron las formas clásicas, fundamentalmente a partir de la obra de Iñigo Jones (1573-1652), que había estudiado en Italia y se había visto influenciado por Palladio. De vuelta en Inglaterra, Jones diseñó edificios como la Queen's House de Greenwich (1616) y la Casa del Banquete del palacio de Whitehall (1619). Estas construcciones de líneas sencillas y simetría fueron revolucionarias en un país donde aún se diseñaban edificios con ventanas partidas, almohadillado y torrecillas.
Hatfield House fue mandada a construir en su totalidad por Robert Cecil, primer conde de Salisbury, entre 1607 y 1611, y es el ejemplo perfecto de la arquitectura de transición entre el estilo Tudor y el Renacimiento. El edificio conjuga un ala Tudor, con ventanales con parteluz y tejado almenado y dos alas claramente influenciada por las fachadas de los palazzi italianos. Su fachada central, originariamente en forma de logia abierta, había sido atribuida a Iñigo Jones, aunque el porche central de estilo jacobino, hace probablemente falsa esta atribución. Dentro, la elaborada escalera tallada muestra la influencia italiana en la ornamentación inglesa.
La obra de Jones fue continuada, ya dentro del clasicismo de época barroca, por maestros como Christopher Wren con su diseño de la catedral de San Pablo de Londres y de muchos edificios públicos e iglesias londinenses que se construyeron tras el Gran Incendio de Londres de 1666. La devastación de la ciudad fue una oportunidad única para una nueva generación de arquitectos seguidores de la arquitectura clásica, que construyeron a una escala superior a la que nunca probablemente se había construido en una ciudad.
Posteriores arquitectos, como el veneciano Giacomo Leoni, durante el siglo siguiente, adaptaron y modificaron el estilo para ajustarlo al paisaje y gusto inglés, conservándose el gusto por la influencia italiana en los edificios. Lyme Hall en Cheshire es un ejemplo soberbio de esta tendencia.
La influencia de la arquitectura renacentista italiana pervivió en especial en el ámbito anglosajón, a consecuencia del palladianismo, forma de interpretación peculiar de la arquitectura de Palladio, que mantedría el clasicismo hasta la llegada de estilos más modernos como el Neoclasicismo. Durante el siglo XIX, se produjo un historicismo neorrenacentista especialmente importante en el Reino Unido y Norteamérica.

### Arquitectura renacentista en Rusia
El príncipe Iván III introdujo la arquitectura renacentista en Rusia, al invitar a una serie de arquitectos de Italia, que trajeron nuevas técnicas de construcción y algunos elementos de estilo renacentista con ellos, al mismo tiempo se siguieron diseños tradicionales de la arquitectura rusa. En 1475 el arquitecto italiano Aristóteles Fioravanti realizó una reconstrucción de la catedral de la Dormición, ubicada en el Kremlin de Moscú, que fue dañada por un terremoto.